# Reinholdshain (Glauchau)

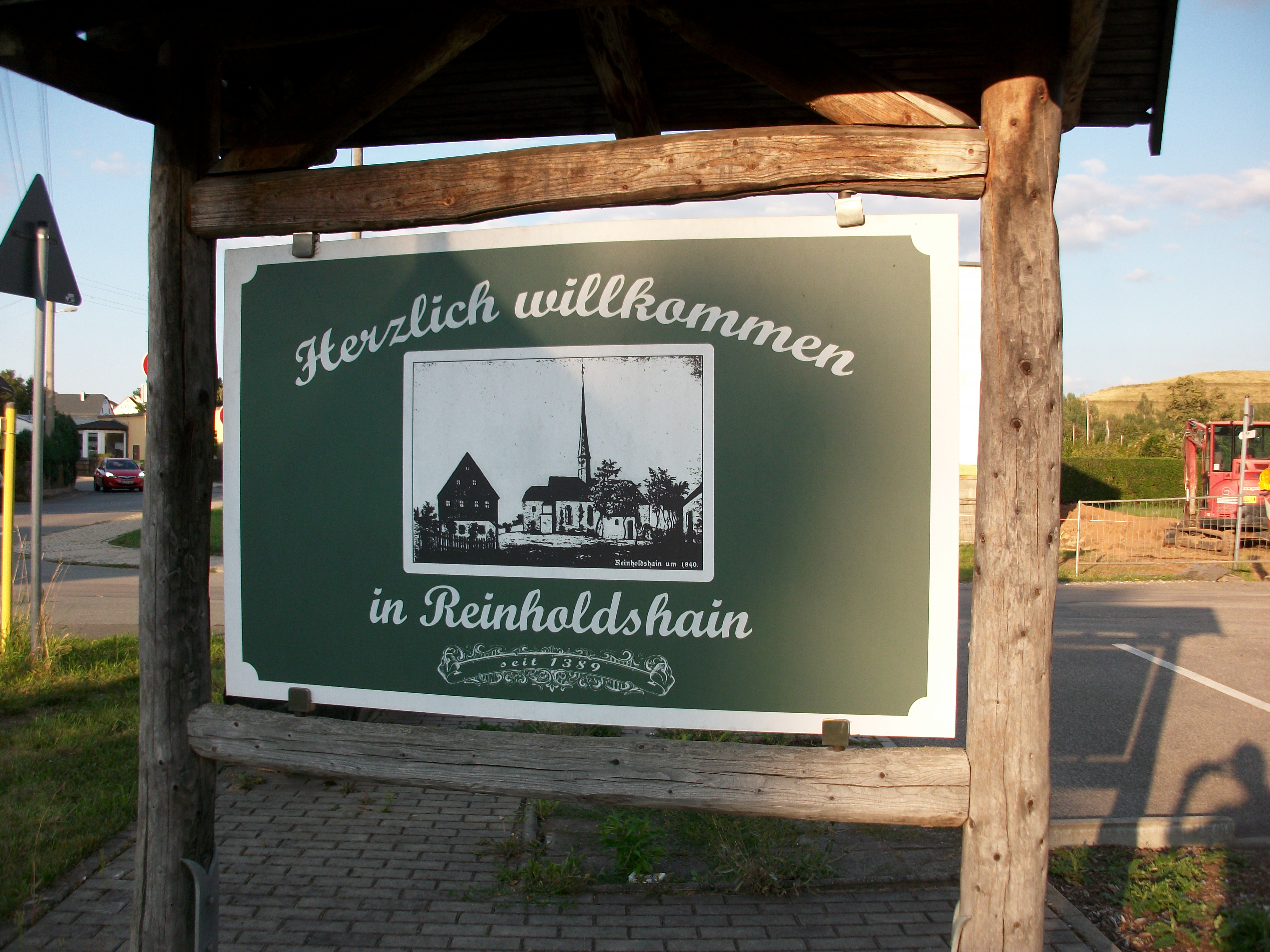
Begrüßungsschild (Kirche und alte Kirchschule im Jahre 1845)

Reinholdshain ist ein Ortsteil der Großen Kreisstadt Glauchau im Landkreis Zwickau in Sachsen. Die Gemeinde Reinholdshain mit ihren Ortsteilen Kleinbernsdorf und Ebersbach wurde am 3. Oktober 1992 eingemeindet. Die drei Orte bilden heute den Glauchauer Ortsteil Reinholdshain. Als Gemeindeteile der Stadt Glauchau tragen sie die Gemeindeschlüssel 110 (Reinholdshain), 020 (Ebersbach) und 080 (Kleinbernsdorf).

## Geografie

### Geografische Lage und Verkehr

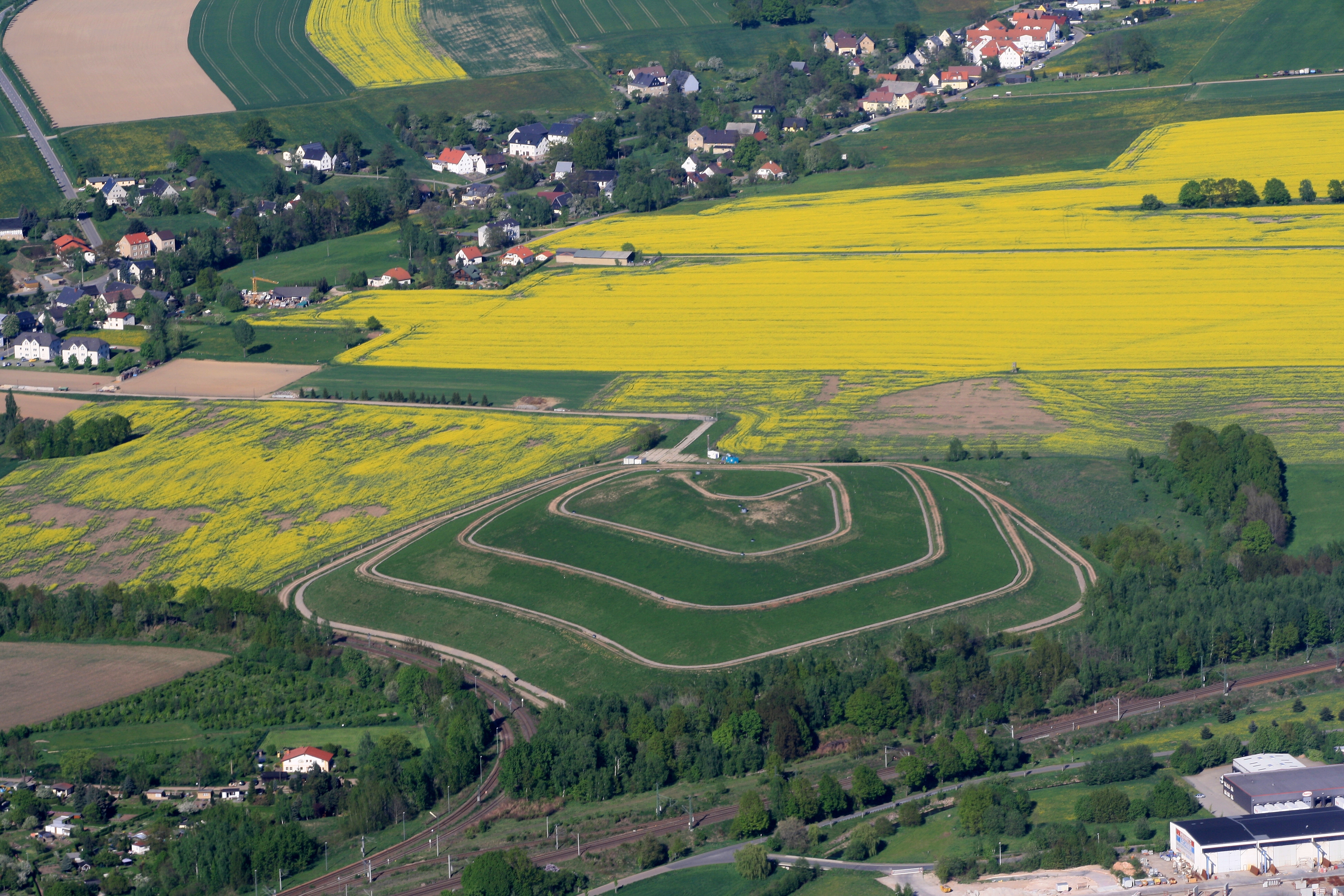
Abzweig der stillgelegten Muldentalbahn (nach links) bei Audörfel von der Bahnstrecke Glauchau-Chemnitz. Im Hintergrund Reinholdshain mit alter Deponie. (2011)

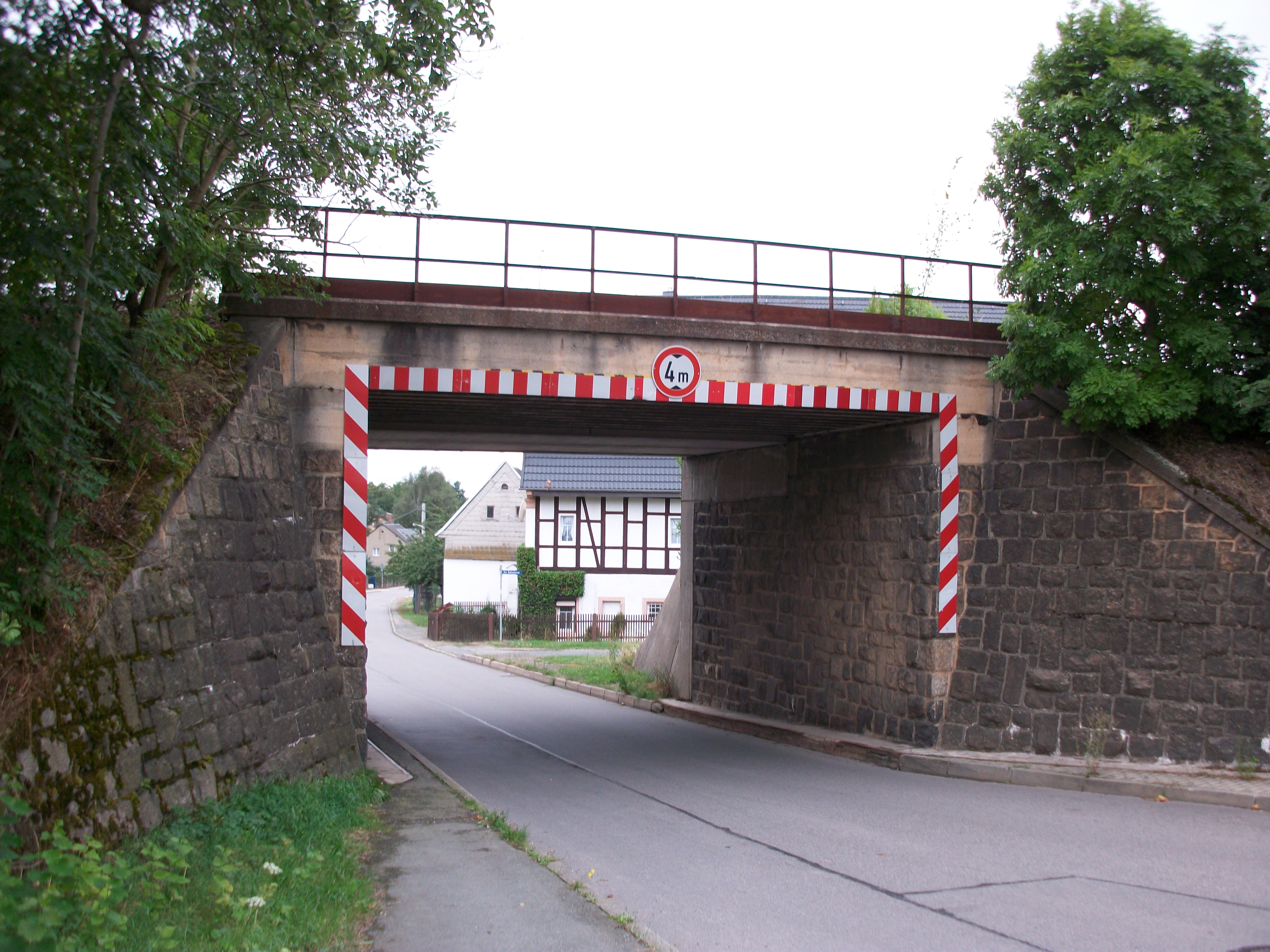
Reinholdshain, Viadukt der stillgelegten Muldentalbahn

Reinholdshain liegt 3 km östlich von Glauchau und 8 km südwestlich von Waldenburg. Begrenzt wird es außerdem von der Zwickauer Mulde und von der A 4. Durch den Ort verläuft die stillgelegte Bahnstrecke Glauchau–Wurzen (Muldentalbahn). Die Ortschaft Reinholdshain umfasst mit ihren Ortsteilen Kleinbernsdorf und Ebersbach 569 Hektar. Reinholdshain liegt am Lutherweg Sachsen.

### Nachbarorte
| Kleinbernsdorf | Oertelshain                                 | Ebersbach |
| Jerisau        | Kompassrose, die auf Nachbargemeinden zeigt | Grumbach  |
| Glauchau       | Niederlungwitz                              | Lobsdorf  |

### Bäche, Teiche und Quellen
Beim Ebersbach-Reinholdshainer-Wald entspringt ein kleiner namenloser Bach. Er durchfließt den oberen und mittleren Teil von Reinholdshain, beispielsweise in Nähe der nördlichen Ringstraße. Das Grundstück der ehemaligen Schule und heutigen Ortschaftsverwaltung unterquert er in einem Tunnel. Hier fließt er schließlich in der Muldenaue unterhalb der Kirche am Fußballplatz vorbei und mündet nahe dem Jugendclub hier in die Zwickauer Mulde. Umgangssprachlich wird er als „Reinholdshainer Bach“ bezeichnet. Meist ist es nur ein Rinnsal.
Mehrere Teiche existieren auf Reinholdshainer Flur, fast alle auf privatem Grund. Der wohl größte private Teich befindet sich im mittleren Ortsgebiet fast direkt an der Ringstraße gegenüber dem ehemaligen Molkereigelände (heutiger Entsorgungsbetrieb). Beim Gebäude der Freiwilligen Feuerwehr liegt auf öffentlichem Grund der mittelgroße Feuerlöschteich. Mehrere private Teiche liegen im Oberdorf (Richtung Ebersbacher Wald).
Oberhalb von Kirche und Friedhof existierte bis in die DDR-Zeit ein Teich nahe der heutigen Wolkenburger Straße 5. Er wurde verfüllt und hier eine Reihengaragen-Anlage errichtet. An dem von Kleinbernsdorf nach Reinholdshain führenden Feldweg „Wiesensteig“ (heutiger Fernwanderweg Lutherweg), in der Muldenaue, existierte früher die Quelle „Klingelbrunnen“ (etwa zwischen dem Bahndamm und dem „Heizwerk Reinholdshain“). Sie ist heute versiegt.

## Geschichte
Reinholdshain wurde wahrscheinlich um das Jahr 1100 gegründet. Zusätzlich tauchen in der Ortschronik z. B. Raynholdshain und Relsen als Ortsbezeichnungen auf.
Als der chronistisch tätige „Pirnische Mönch“ Johannes Lindner 1530 über die Stadt Glauchau berichtet, werden mehrere Nachbarorte aufgezählt, so auch „Reymelsheyn“.
Die Siedlungsform entspricht einem Waldhufendorf, bebaut zu beiden Seiten des Dorfbaches, der im Oberdorf entspringt und zur Zwickauer Mulde fließt.
Im Mittelalter ist am „Wiesensteig“ von Kleinbernsdorf nach Reinholdshain, auf Reinholdshainer Flur (zwischen dem neuzeitlichen Bahndamm der Muldentalbahn und dem DDR-„Heizwerk Reinholdshain“ im Audörfel), die Quelle „Klingelbrunnen“ aktiv gewesen, die später versiegte. Die Nonnen des Benediktinerinnenklosters Remse sollen hier der Überlieferung nach jedes Jahr am frühen Morgen des Ostersonntages das „Osterwasser“ geholt haben.
Bereits 1542 wurde der 1460 als „Pernsdorff“ erwähnte Nachbarort Kleinbernsdorf zu Reinholdshain gepfarrt, zu dem er auch politisch immer gehörte. Im 16. Jahrhundert ist ein offenbar adliger „Jorg Eberhard zu Reinholdshain“ überliefert, dem 5 Personen in Niedermülsen steuerlich zugehörig sind. Er war wohl ein Burgmann der Schönburger in Glauchau. Außerdem soll im 16. Jahrhundert die Adelsfamilie (von) Geißler in Gesau, Niederlungwitz, Reinholdshain und Wernsdorf Besitz gehabt haben. Auch sie waren wohl Burgmannen der Schönburger in Glauchau.
Das Glauchauer Erbbuch von 1616 belegt für Güter in Reinholdshain die sogenannte Drittfrohne.
Bezüglich der Grundherrschaft waren Reinholdshain und Kleinbernsdorf Amtsdörfer der schönburgischen Herrschaft Glauchau, Amt Forderglauchau. Nachdem auf dem Gebiet der Rezessherrschaften Schönburg im Jahr 1878 eine Verwaltungsreform durchgeführt wurde, kam Reinholdshain mit Kleinbernsdorf im Jahr 1880 zur neu gegründeten sächsischen Amtshauptmannschaft Glauchau.
Am 1. Mai 1890 hält August Bebel (1840–1913) in den Steinbrüchen des Reinholdshain-Ebersbacher Waldes (nahe Lobsdorf) eine Rede vor Arbeitern.
Bebel kandidierte jahrelang für den Reichstag. Schließlich erfolgreich.
Von September bis Dezember 1892 leistet die Remser Feuerwehr Löschhilfe in den Orten Weidensdorf, Jerisau und Reinholdshain.
1896 gründet Wilhelm Jahr in Reinholdshain das „Dampfsäge- und Hobelwerk“ mit angeschlossener Holzhandlung.
Am 26. und 27. August 1899 findet im benachbarten Remse das 11. Gauturnfest des „Westlich-Sächsischen Grenzgaues“ statt. Es erscheinen über 2000 Turner mit etwa 40 Fahnen. Fast 600 Turner nehmen aktiv am Wettbewerb teil. Darunter auch Turner eines Reinholdshainer Turnvereins. Am 26. September 1924 mittags überfliegt das Luftschiff Zeppelin „LZ126“ (späterer US-Name: Z R III oder ZR-3) den Wald „Gersdorf“ (bei Remse) und den Ort Oertelshain während eines Probefluges. Vier Wochen später muss sein Konstrukteur Hugo Eckener dieses Luftschiff als Reparationsleistung in die USA überführen, wo es den neuen Namen „Los Angeles“ erhält.
Im Jahr 1923 sprengt man die alte Eisenbahnbrücke über den Lungwitzbach (nahe Reinholdshain) der Bahnstrecke Glauchau-Chemnitz. Bis 1925 erfolgt ein Neubau aus Stahlbeton, der noch heute in Nutzung ist.
Am 17. Juni 1930 erstachen Faschisten in Reinholdshain während einer Agitationsveranstaltung den jungen Kommunisten Otto Willi Gerschler (geb. 29. Januar 1900). Stunden später erliegt er im Krankenhaus der Verletzung. Ein Gedenkstein vor dem Reinholdshainer Kindergarten erinnert bis heute an ihn.
Am 16. April 1936 wurde mit dem Bau der Muldenbrücke (bei Reinholdshain) für die Autobahn Dresden-Meerane begonnen. Am 25. Juni 1937 wurde die Strecke Dresden-Meerane mit einer Abfahrt in Jerisau eingeweiht.
Am Freitag, dem 13. April 1945 erreicht die US-Armee über Meerane und die Reichsautobahn die Orte Schönbörnchen, Gesau, Jerisau, Lipprandis Weidensdorf und Reinholdshain. Glauchau wird erst am Tag danach eingenommen. Am 14. Juni 1945 erreicht die Sowjetarmee Glauchau.
Durch die zweite Kreisreform in der DDR kam die Gemeinde Reinholdshain im Jahr 1952 zum Kreis Glauchau im Bezirk Chemnitz (1953 in Bezirk Karl-Marx-Stadt umbenannt).
Die Orte Reinholdshain und Jerisau waren bis 1965 durch einen Weg über eine Muldenbrücke direkt miteinander verbunden.
Das Hochwasser im Jahre 1954 an der Zwickauer Mulde zerstörte die Betonbrücke zwischen Jerisau und Reinholdshain vollkommen. Die Brücke wurde dann offenbar wieder aufgebaut, denn bis zum Jahr 1965 bestand diese Brückenverbindung beider Orte noch. Beide Kirchengemeinden konnten daher bis 1965 vom selben Pfarrer betreut werden. Im Jahre 1965 wurde auch dieser letzte Brückenbau hier über die Mulde durch ein Hochwasser zerstört und danach nicht wieder aufgebaut. Am 1. Januar 1974 wurde die Gemeinde Ebersbach ohne ihren Ortsteil Oberwinkel in die Gemeinde Reinholdshain eingemeindet. Oberwinkel wurde in diesem Zuge nach Waldenburg umgegliedert.
Die Gemeinde Reinholdshain mit ihren beiden Ortsteilen kam im Jahr 1990 zum sächsischen Landkreis Glauchau, der 1994 im Landkreis Chemnitzer Land bzw. 2008 im Landkreis Zwickau aufging. Mit der Eingemeindung von Reinholdshain samt den Ortsteilen Ebersbach und Kleinbernsdorf in die Stadt Glauchau bilden diese seit dem 3. Oktober 1992 den Ortsteil Reinholdshain. In den Jahren 1830, 1889 und 2006 wurde Reinholdshain von Unwetter durch Hagelschlag heimgesucht. In kurzer Zeit wurden sämtliche Feld- und Gartenflächen vernichtet. Das Hochwasser im Jahre 1954 richtete in vielen Ortschaften an der Zwickauer Mulde großen Schaden an. So wurde u. a. die Betonbrücke zwischen Jerisau und Reinholdshain vollkommen zerstört. Erneut wurde der Ort in den Jahren 1974 und 1975 von Hochwasser heimgesucht, weshalb Reinholdshain für einige Tage von der Außenwelt abgeschlossen war. So war zum Beispiel die Scheermühlenstraße überflutet und die Produktion wurde kurzzeitig eingestellt.
1973 reißt man den alten Schießstand in unmittelbarer Nähe des Gasthofes Döhler ab und errichtet an dessen Stelle ein Feuerwehrhaus. Direkt daneben befindet sich der Löschwasserteich. Um 2006 wurde das alte Feuerwehrhaus durch einen Neubau mit zusätzlichen Mannschaftsräumen ersetzt.
Am 6. Januar 1938 begann man auf dem Gelände des vormaligen Jahr´schen Sägewerkes mit dem Bau einer Molkerei. Am 2. Januar 1940 wurde der Betrieb aufgenommen. Seit dem 13. Januar 1940 existierte hier eine Molkerei-Genossenschaft.
Während der DDR-Zeit produzierte die Molkerei weiter. Kurz nach 1990 wurde sie geschlossen und abgerissen. Auf ihrem Gelände an der Ringstraße 36/36b befindet sich heute die Kommunalentsorgung Chemnitzer Land (KECL), ein Elektronikschrott-Sammelplatz und ein Chemikaliengroßhandel.
Eines von zwei Verwaltungsgebäuden der Molkerei wurde als vorletztes Gebäude hier 2023 abgerissen. Das andere Gebäude existiert noch und wird als Verwaltung der Firma KECL genutzt (Stand 2023). Am 13. Januar 1965 feierten die Beschäftigten der „VdgB Molkerei e.G.“ (eingetragene Genossenschaft) das 25-jährige Bestehen der Molkerei Reinholdshain. Am 10. Juli 1984 wurde in der Molkerei eine Anlage zur Produktion von Milchpulver („Trockenmilchwerk“) eingeweiht. Es wurde in Säcke abgefüllt. Um 1960 wurden hier täglich 80.000 Flaschen Trinkmilch und sechs bis sieben Tonnen Butter produziert. Die Molkerei soll täglich 250.000 Liter Milch verarbeitet haben (1960er Jahre?).

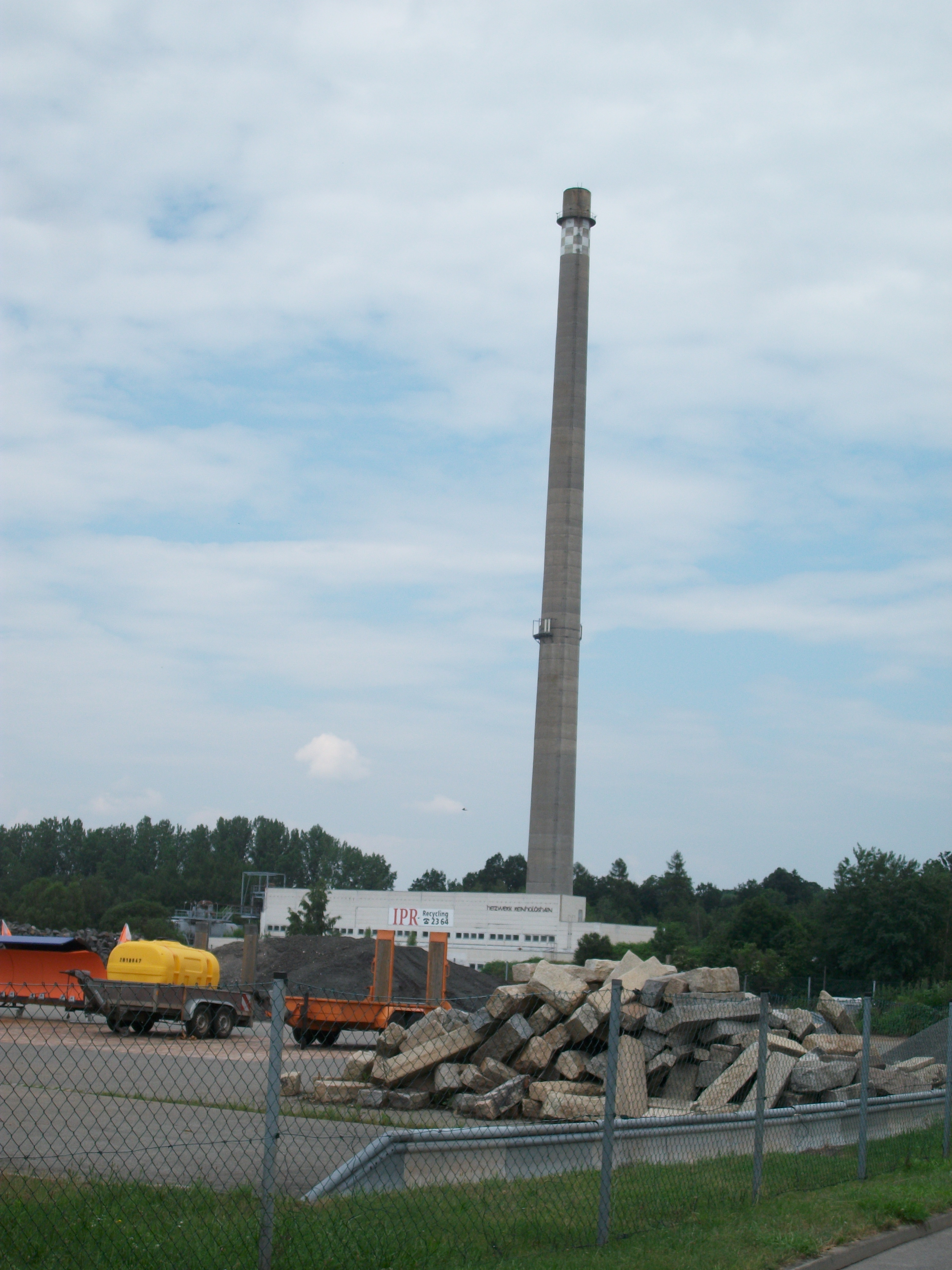
Blick zum stillgelegten „Heizwerk Reinholdshain“ im Ortsteil Audörfel

Das in den 1980er Jahren errichtete „Heizwerk Reinholdshain“ im Areal des Audörfels, wurde kurz nach 1990 stillgelegt und sein Gelände nun als Industriepark von anderen Firmen genutzt. Hier befindet sich auch ein Schrotthandel mit Containerdienst sowie eine Entsorgungsfirma (Stand 2023). Das Gebäude des Heizwerkes ist mit dem 131 Meter hohen Schornstein erhalten.

### Ehem. Gasthöfe, Kneipen, Konsum und Bäckerei

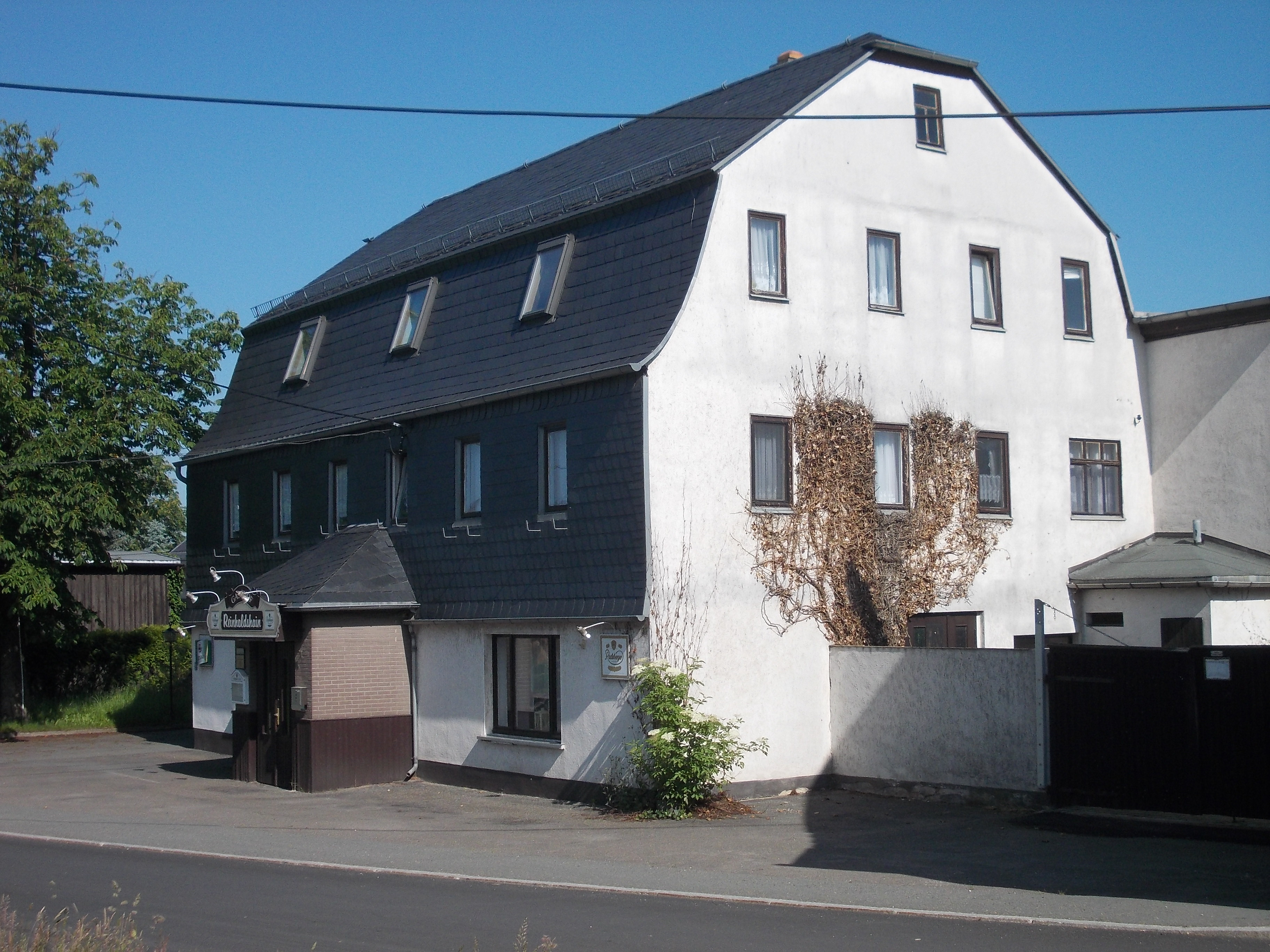
Ehemaliger Gasthof Döhler an der Ringstraße

Während der DDR-Zeit bis nach 1990 existierten in Reinholdshain noch drei Gasthöfe oder kleine Kneipen.
So der bekannte „Gasthof Döhler“ nahe dem Feuerwehrgebäude an der Ringstraße. Dieser bestand schon seit Jahrhunderten. Während der Revolution 1848 wurden im Gasthof Döhler Veranstaltungen der Sozialdemokraten abgehalten. Hier soll Robert Blum gesprochen haben. Der Gasthof Döhler wurde nach 2010 geschlossen und bis 2023 in mehreren Etappen komplett abgerissen. Ein weiterer Gasthof, die „Baldrianschänke“ der Familie Spohn, existierte bis in die DDR-Zeit hinein am Abzweig der Straße nach Kleinbernsdorf von der Ringstraße (umgangssprachlich „Am Konsumberg“ genannt). Dieser Gasthof wurde während der DDR-Zeit zu einem HO-Konsum umgebaut, nachdem die Besitzer altersbedingt den Betrieb als Gasthof aufgegeben hatten. Nahe neben diesem Gasthof/Konsum befand sich die Bäckerei der Familie Arnold/Bauch bis nach 1990. Im Ortsteil Audörfel befand sich während der DDR-Zeit die kleine Kneipe „Audörfel“, die um 1990 geschlossen wurde. Nach 1990 wurde in dieser kurzzeitig ein Griechisches Restaurant eingerichtet. In einer Kleingartenanlage im Ortsteil Audörfel existierte bis nach 2000 noch die Kneipe „Relsner Eck“, die seit der Schließung noch als Vereinsheim der Kleingartenanlage genutzt wird.
Zur Geschichte des Gasthofes Döhler teilt Werner Haueisen mit: Am 17. November 1845 verkauft der Besitzer Jakobi seinen Gasthof „Zur freundlichen Höhe“ an den Fleischermeister Hammer. Dessen Gasthof hatte ein Friedrich Hermann Döhler 1891 dann gekauft. Daher konnte sein Nachkomme Johann Döhler im Jahre 1941 sein 50-jähriges Bestehen als „Gasthof Döhler“ feiern.

## Sehenswürdigkeiten

### Kirche und Friedhof

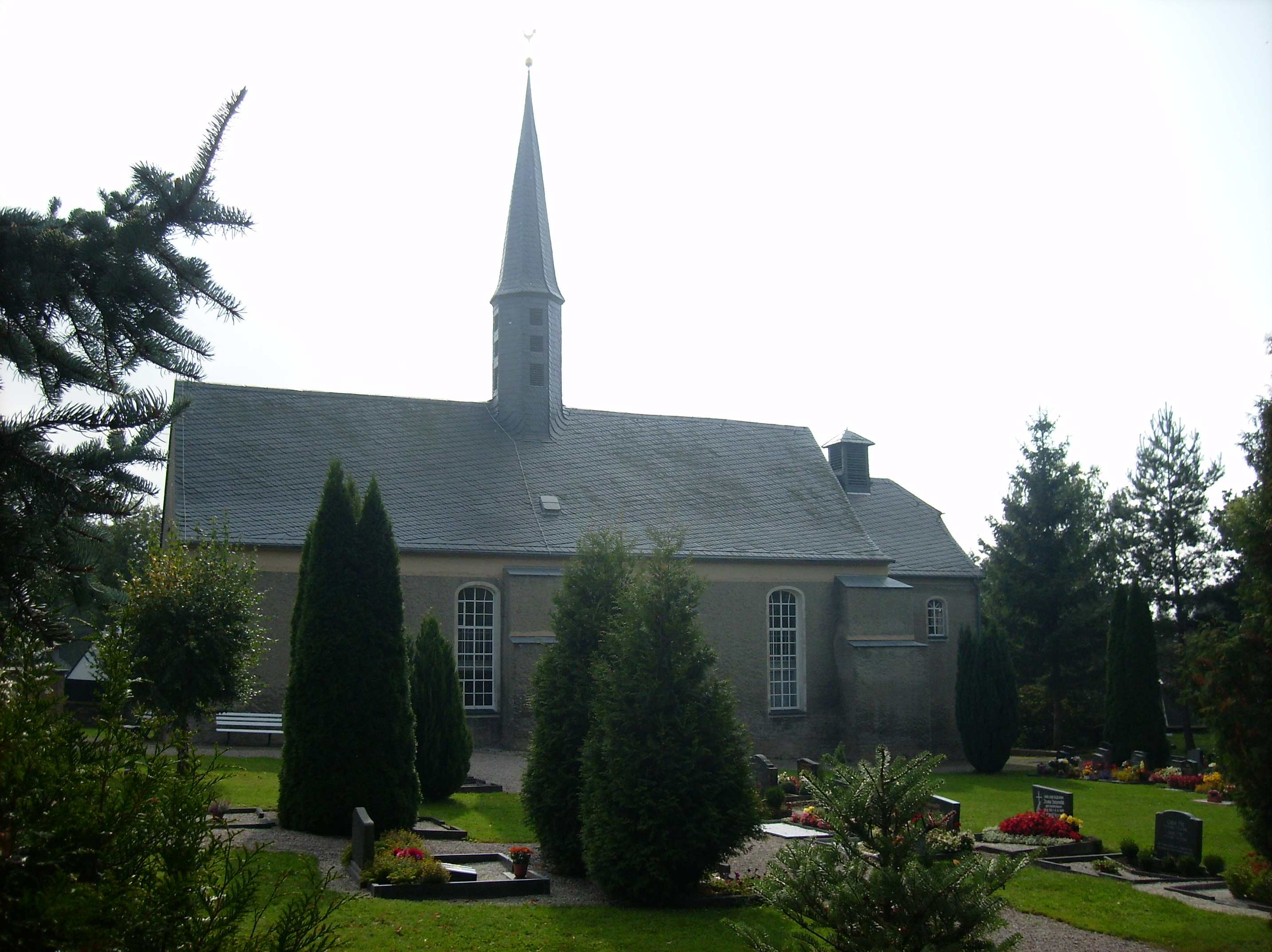
Kirche in Reinholdshain

Die alte/ursprüngliche Kirche von Reinholdshain kann nicht zurückdatiert werden. Jedoch wurde sie im Laufe der Jahrhunderte mehrmals umgebaut und vergrößert. In ihrer Grundsubstanz ist sie etwa 500 Jahre alt, da in einer 1844 abgefassten Urkunde ein Alter von 338 Jahren vermerkt ist. Auf dieser Angabe fußend konnte die Kirchgemeinde im Jahre 2006 den 500. Jahrestag der Erbauung feiern. Aber auch zuvor hat hier sicher schon eine wohl kleinere Kirche gestanden. Der heutige Grundbau entspricht dem aus dem 16. Jahrhundert. 1803 wurde die westliche Eingangshalle angebaut. Im selben Jahr wurden innen vorhandene Trennlogen zwischen Altarplatz und Kirchenschiff beseitigt. Die alte (nicht erhaltene) Orgel wurde Weihnachten 1803 erstmals gespielt. Später wurde sie mehrfach repariert. 1894 wurde das Kircheninnere erneuert und wesentlich farblich umgestaltet. 1905 wurde eine neue Orgel vom Rochlitzer Orgelbauer Schmeisser hier als Ersatz der älteren eingebaut. Da auch diese zweite Orgel störanfällig war, wurde 1983 in der DDR-Zeit eine „neue“ Orgel hier eingebaut. Die Reinholdshainer Kirchgemeinde konnte dazu die Orgel des devastierten Ortes Bösdorf im Leipziger Land erwerben. Diese (dritte) Orgel wurde 1866 vom bekannten Orgelbauer Urban Kreuzbach für die Bösdorfer Kirche gebaut.
Die Chronik von Remse aus dem Jahr 1928 teilt zu den Reinholdshainer Kirchenglocken mit, dass die „Mittlere“ der drei Glocken, die „Marienglocke“ oder „Ave-Maria-Glocke“ ein „Altertumsstück allerersten Ranges“ auf ein Alter von etwa 600 Jahre geschätzt wurde. Sie stammte ehemals aus dem säkularisierten Kloster Remse. Diese Glocke wies eine Inschrift mit „eigentümlichen Einzeichnungen“ auf und hatte daher einen hohen kunsthistorischen Wert.
Am 14. April 1945 wurde die Kirche – besonders der Glockenturm – infolge von Kriegshandlungen von amerikanischen Truppen schwer beschädigt. Dabei hatten wohl Panzer von der Autobahn bei Jerisau auf den Reinholdshainer Kirchturm geschossen. Die Kirche wurde dreimal getroffen. Im Kirchturm sollen sich Personen des Volkssturmes oder Soldaten befunden haben, von denen mindestens eine Person dabei zu Tode kam. Davon kündete während der DDR-Zeit noch ein Grab auf dem Friedhof mit einem Stahlhelm darauf. Diese Grabstelle wurde später möglicherweise umverlegt und weist heute keinen Stahlhelm mehr auf. Es ist heute allgemein den Gefallenen des Zweiten Weltkrieges gewidmet.
Kirchturm, Dach und Glocken wurden 1945 zerstört. Aus den Scherben der drei zerstörten Glocken wurde eine neue gegossen und diese zum Erntedankfest 1947 geweiht. Sie befindet sich nicht mehr im Kirchturm, sondern oberhalb des Treppenhauses des ehemaligen Kirchturmes. Der neue Kirchturm wurde – versetzt in die Mitte des Kirchendaches – in kleinerer Form errichtet. Weihnachten 1945 konnte hier nach notdürftiger Reparatur der Kirche wieder ein Gottesdienst abgehalten werden. Bis 1950 wurde der neue schlankere Kirchturm mitten auf dem Dach errichtet.
An der Außenwand der östlichen Südseite (Südwest-Ecke) befindet sich ein stehend angebrachter bemerkenswerter frühbarocker Grabstein eines Besitzer-Ehepaares der Scheermühle, die im 17. Jahrhundert verstorben sind. Eine (besser lesbare) Kopie davon wurde im 19. Jahrhundert zusätzlich im Innern der Kirche aufgestellt (wohl 17. oder frühes 18. Jh.?), über den offenbar noch keine wissenschaftlichen Erkenntnisse vorliegen.
Auf dem Friedhof befand sich bis zum August 2020 der Grabstein der Eltern des Chemnitzer Design-Professors Karl Clauss Dietel, der in Reinholdshain sein Elternhaus hatte (heutige Wolkenburger Str. 4) und hier aufwuchs.
Außerdem steht auf dem Friedhof noch ein – teilweise verwittertes – steinernes Kriegerdenkmal für die Gefallenen des Ersten Weltkrieges. Der Friedhof ist von einer niedrigen Mauer umgeben. An deren Innenseite sind etliche monumentale Familiengräber aus früheren Jahrhunderten platziert. Im Areal des Friedhofes befinden sich noch einige Schuppen, Toiletten und eine Leichenhalle. Von der früheren, 1911 abgebrannten Schule scheinen Grundmauern im Friedhofsareal links innen neben dem Haupttor erhalten zu sein.

#### Ältere Kirchschule im Friedhof
Ursprünglich befand sich im Areal des Friedhofes eine alte Dorfschule, die am 12. August 1911 abbrannte. Zu diesem Zeitpunkt herrschte im Sommer große Hitze und Wassernot. Das wenige Löschwasser, das vorhanden war, musste zum Bespritzen der Kirche verwendet werden, damit die Flammen nicht von der brennenden Schule auf die Kirche übergreifen konnten. Grundmauern im Friedhofsareal links des Haupteinganges zeugen von diesem ehemaligen Gebäude.
Sachsens Kirchen-Galerie zeigt die Kirche mit der nahestehenden (alten) Kirchschule. Es ist eine Lithographie geschaffen vom Dresdner Lithographen J.H. Ketzschau im Jahre 1845 nach einer Zeichnung von Johann Friedrich Wilhelm Wegener. (Originalanmerkungen des Bildes: "Steindr. v. J. H. Ketzschau, Dresden" und "N. d. Nat. gez. v. W. Wegener"). Bedeutet Steindruck (Lithographie) von Ketzschau sowie „Nach der Natur gezeichnet“ durch Wegener.

### Ehemalige (jüngere) Schule
In unmittelbarer Nähe der Kirche steht die ehemalige Schule. Sie wurde 1880 erbaut und 1890 erweitert. Sie hatte zwei Schulzimmer. Zusätzlich wohnte der Kirchschullehrer mit Familie im Schulgebäude. Es wurde bis 1932 fünfklassig und auf Grund der zurückgehenden Anzahl von Kindern ab 1932 nur noch dreiklassig unterrichtet. In den 1980er Jahren und bis 1990 wurden hier außer den Reinholdshainer Kindern auch die aus Ebersbach und Niederlungwitz bis zur dritten Klasse unterrichtet. Dazu verkehrte regelmäßig ein Schulbus zwischen diesen Dörfern. An der Ringstraße befanden sich daher drei Bushaltestellen verteilt im Dorf und zusätzlich noch eine im Ortsteil Audörfel. Ab dem vierten Schuljahr mussten die Schüler der drei Dörfer dann in Niederlungwitz die „Hans-Beimler-Oberschule“ aufsuchen. Die Reinholdshainer Schule war Teil der Hans-Beimler-Oberschule in der DDR-Zeit. Im Jahre 1990 fand in Reinholdshain der letzte Unterricht statt, die in Reinholdshain ansässigen Kinder mussten danach nach Niederlungwitz bzw. Glauchau zur Schule gehen. Heute wird das Schulgebäude als Ortschaftsverwaltung/Wahlbüro, als Wohnung sowie gewerblich genutzt (Stand 2023).
Die vier Bushaltestellen in Reinholdshain werden auch heute noch von einem Schulbus angefahren, der die Schüler abholt/bringt.

### Vierseithöfe

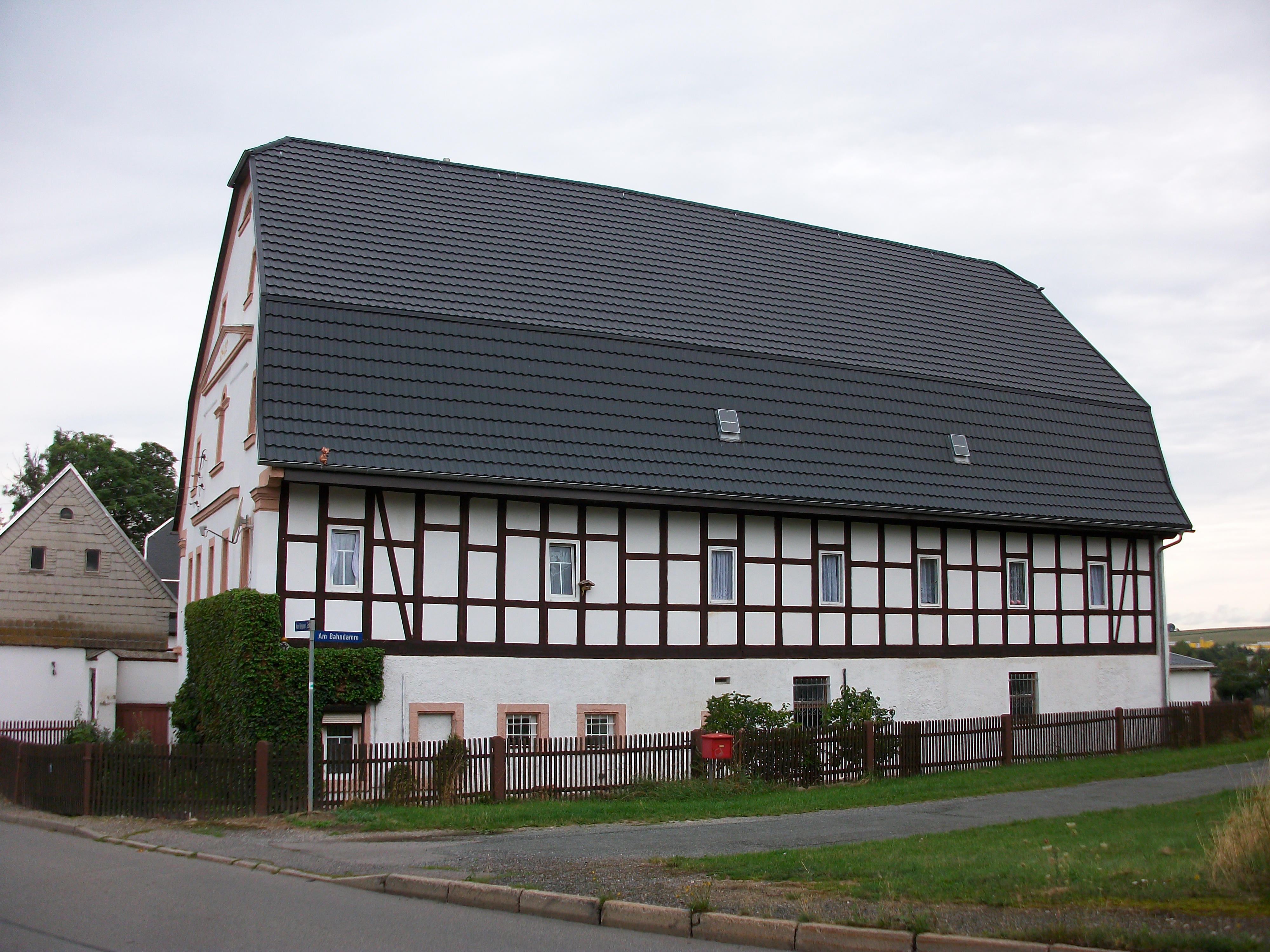
Fachwerkhaus eines Vierseithofes in Reinholdshain

Verteilt im Dorf bestehen noch mehrere ehemalige Bauerngüter, die fast alle Vierseithöfe sind.
Mehrere weisen Fachwerkgebäude auf.

### Scheermühle (Glauchau-Reinholdshain)

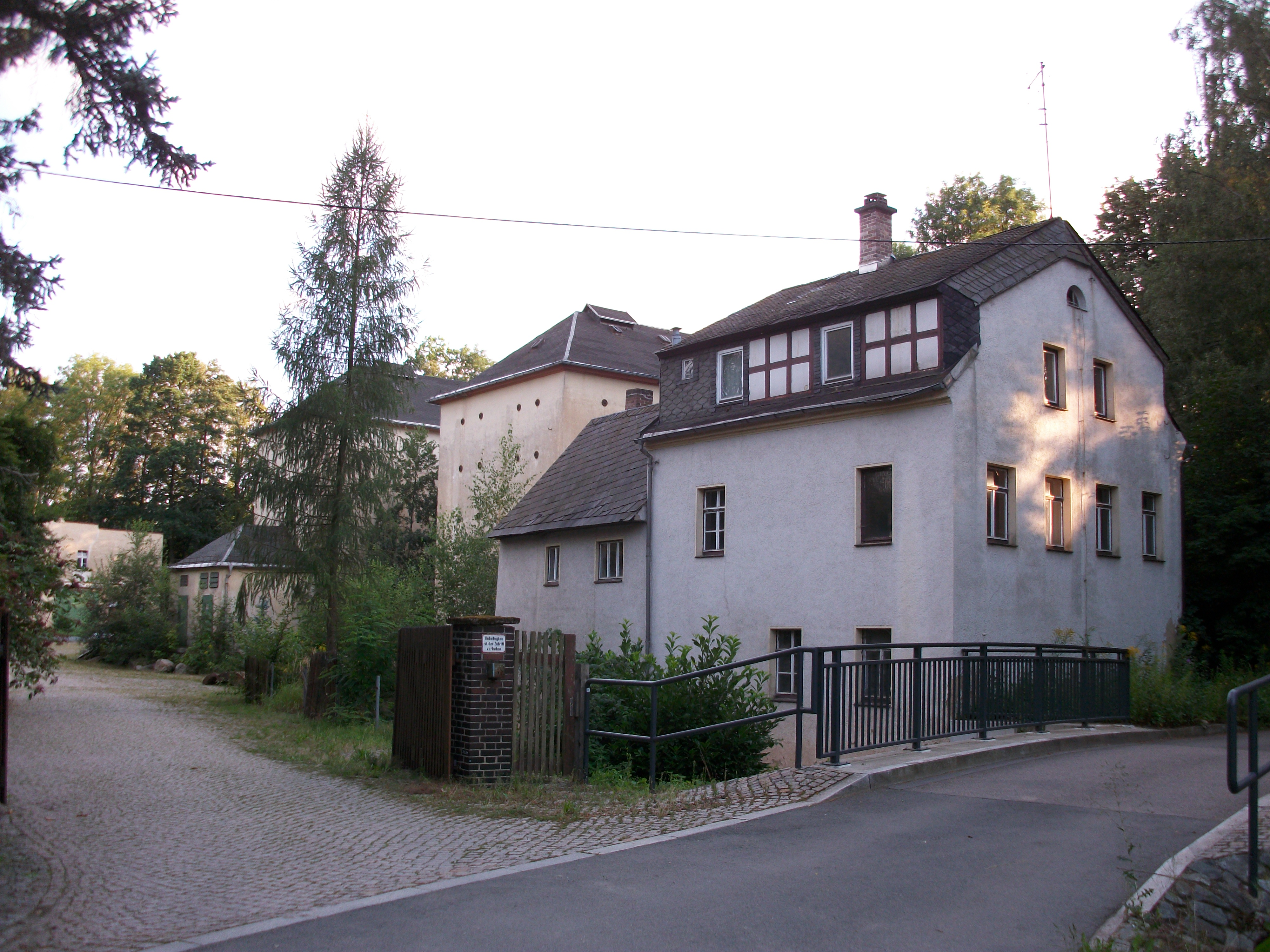
Scheermühle Reinholdshain

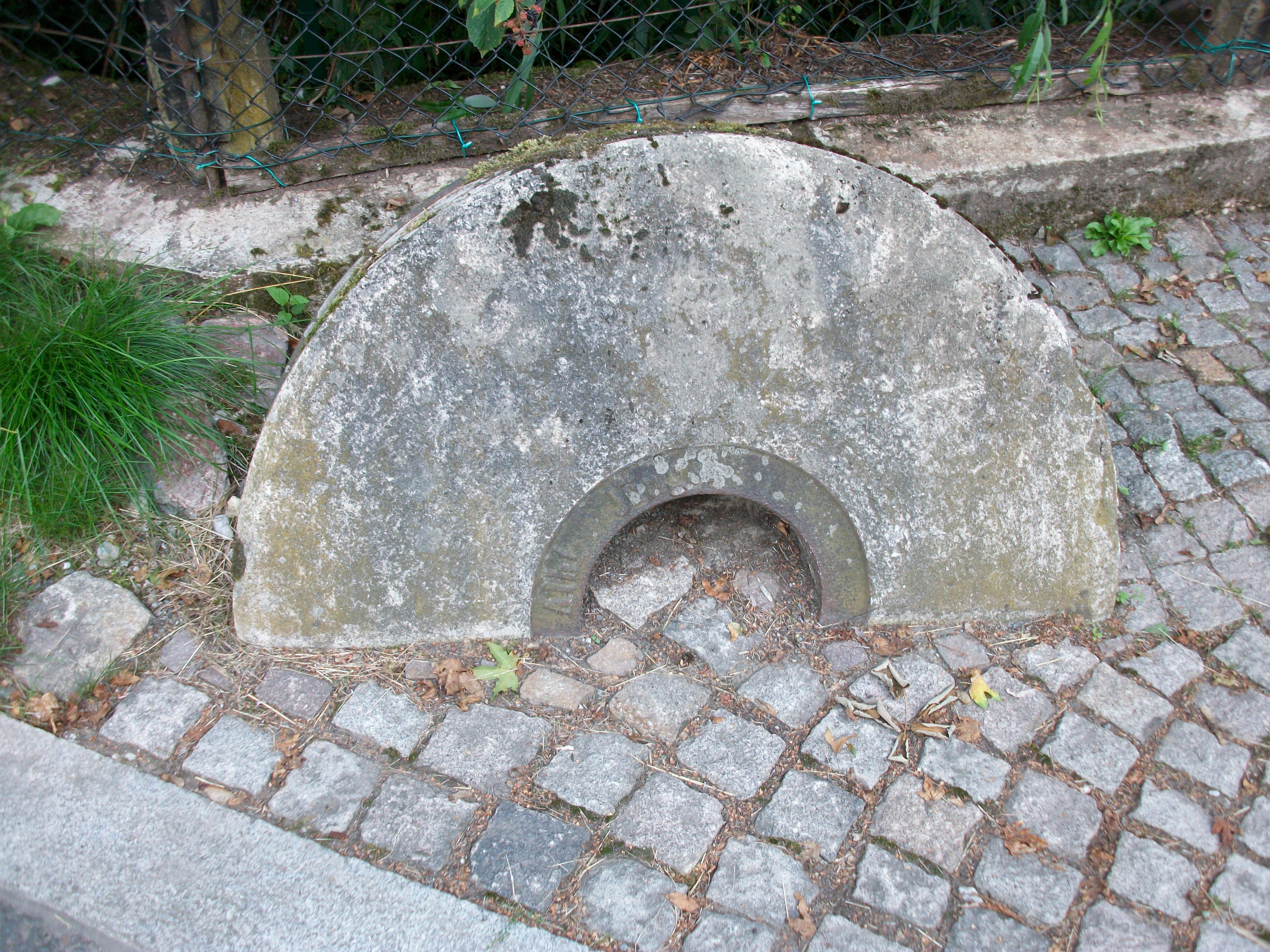
Mühlstein an der Einfahrt zur Scheermühle

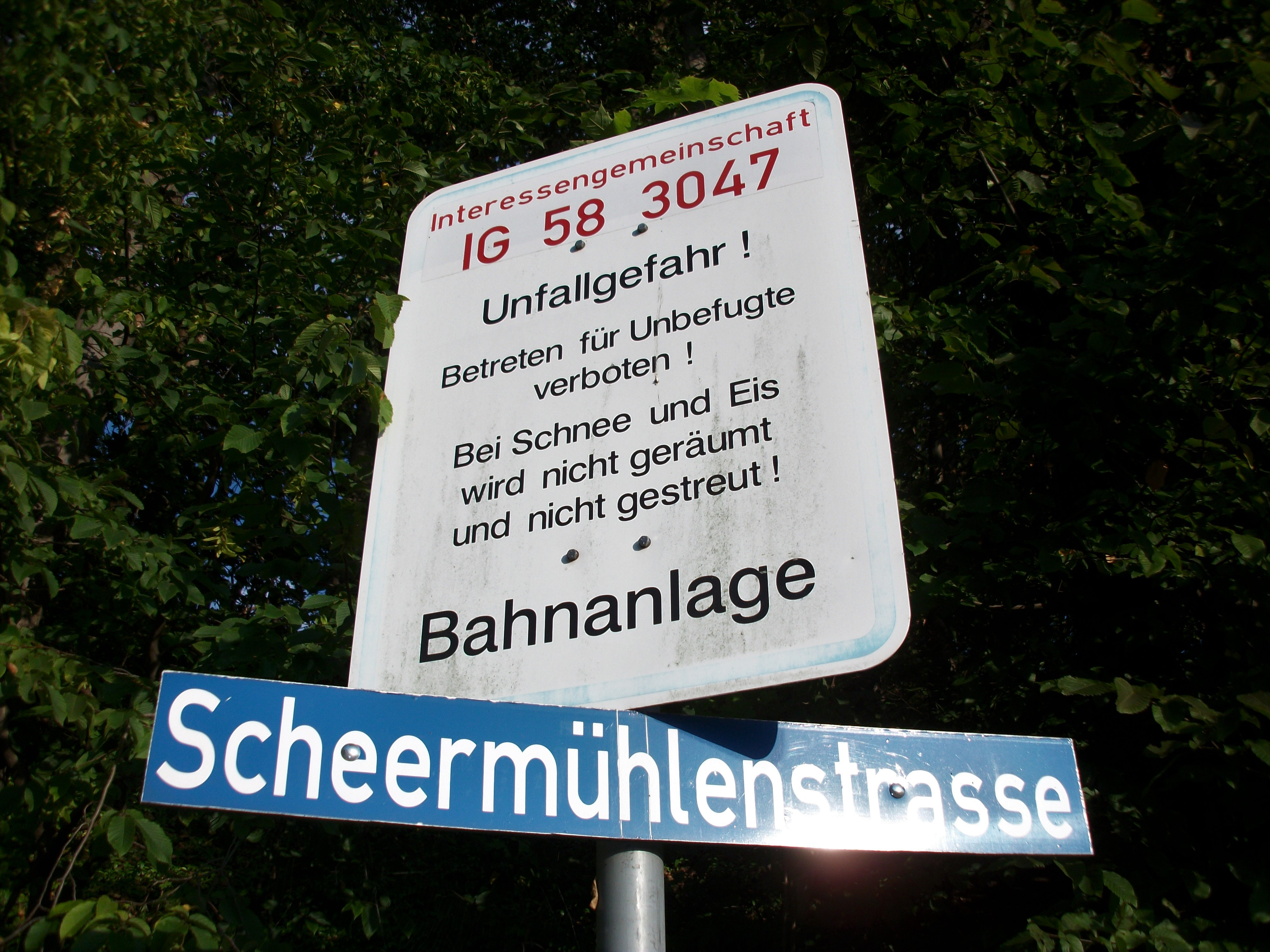
Zufahrtsweg zum Bahnbetriebswerk

Die Scheermühle Glauchau, am Lungwitzbach gelegen, wurde 1436 erbaut und gehört bis 1765 den Grafen von Schönburg zu Forderglauchau. 1793 wird als Besitzer Johann Christoph Engelmann genannt. Seit 1873 gehört die Mühle zu Reinholdshain. Die Mühle war bis 1990 in Betrieb und steht heute unter Denkmalschutz. Der umfangreiche Gebäudekomplex ist seit 1990 vom Verfall bedroht.
Teile der Mühle befinden sich seit vor 2024 in Privatbesitz und werden umgebaut/ausgebaut.
Der Historiker Walter Schlesinger vermutete den Namensursprung der Scheermühle und des Glauchauer Scherberges (letzterer mit nur einem e geschrieben!) in der Adelsfamilie von Scherre(s), welche seit dem 15. Jahrhundert in Glauchau nachweisbar gewesen sind. Er vermutete sie als Besitzer der Scheermühle und möglicherweise auch des ehemals nahegelegenen Schafhofes am „Großen Teich“/„Schafteich“. Noch auf einem Glauchauer Meilenblatt von 1798 ist der Schafhof am Großen Teich – hier als „Schäeferey“ („Groß teich hinter dem Schaff Hoffe zu Glaucha“, wohl 1535 so genannt) eingezeichnet. Auf einer Karte von 1882 von Glauchau existiert der Schafhof nicht mehr, aber die Scheermühle ist hier noch verzeichnet. Heute (2020) existiert auch der Schafteich bei der Scheermühle nur noch als Rudiment ohne Wasser. Er wurde während der DDR-Zeit bis um 1989 als Müllhalde der Glauchauer Chemieindustrie (VEB Spinnstoffwerk u. a.) genutzt und großflächig verfüllt. Schlesinger vermutete das im Jahre 1493 in einem Erbbuch von Glauchau genannte „Scherngut“ – dessen ehemalige Lage unklar ist – als identisch mit dem späteren herrschaftlich-schönburgischen „Schafhof“. Demnach wären wohl Scheermühle und der nahegelegene Schafhof am Schafteich ursprünglich Besitz der Adelsfamilie von Scherres gewesen und auch der Flurname Scherberg (mit einem e!) in Glauchau verweist auf diese ursprüngliche Besitzer-Familie. Die historische Scheermühle hatte (im 16. Jahrhundert?) drei „Mahlräder“ (Wasserräder oder Mahlsteine?). 40 Scheffel Korn und die Mästung von 12 Schweinen pro Jahr fielen ans Amt Glauchau. Zeitweise wurde hier auch das „Aß“ (Kleie und Staubmehl) verkauft (im 16. Jh.?). Die Scheermühle war eine Getreidemühle, die Mehl produzierte und hier direkt verkaufte.
Ursprünglich gehörte die Scheermühle verwaltungsrechtlich zur schönburgischen Herrschaft Glauchau und später zur Herrschaft Forderglauchau und der Stadt Glauchau, wurde als Ortsteil/Gemarkung der Stadt Glauchau 1873 dem Dorf Reinholdshain angegliedert.
An der Außenseite der Reinholdshainer Dorfkirche befindet sich ein frühbarocker Grabstein eines Besitzer-Ehepaares der Scheermühle, die im 17. Jahrhundert verstorben sind. Eine (besser lesbare) Kopie davon wurde im 19. Jahrhundert zusätzlich im Innern der Kirche aufgestellt.

### Denkmale
- zwei Denkmale/Gräber für Gefallene von Weltkriegen auf dem Friedhof
- Gedenkstein für ein Mordopfer der Nationalsozialisten vor dem hiesigen Kindergarten im Ortsteil Audörfel (siehe Kapitel Geschichte)
- Gedenkstein für Professor Karl Clauss Dietel vor seinem Geburtshaus (Wolkenburger Straße 4). Eingeweiht am 21. Juni 2024 (ohne Beisein von Öffentlichkeit).[40][41]

### Bahnbetriebswerk Glauchau auf dem Scherberg und die Scherberggänge
Direkt an die Scheermühle grenzt der zu Glauchau gehörige (flächig sehr ausgedehnte) Scherberg (mit nur einem e !) an. Auf dem hiesigen Ausläufer/Bergsporn des Scherberges, direkt neben der Scheermühle, befindet sich (an der Scheermühlenstraße) das ehemalige Bahnbetriebswerk mit Lokschuppen und Drehscheibe. Ein Verein (IG Traditionslokomotive 58 3047 e. V.) unterhält hier Dampfloks und andere alte Loktypen und Waggons, die mehrfach jährlich ausgestellt und den Besuchern teilweise in Aktion (u. a. auf der drehenden Drehscheibe) vorgeführt werden.
Auch das Mitfahren im Führerstand der Dampflok ist bei diesen Veranstaltungen möglich. Üblicherweise befährt man die Strecke der ehemaligen Muldentalbahn vom Bahnbetriebswerk bis vor die erste Bahnbrücke in Reinholdshain (bei der Kreuzung Ringstraße/Relsner Eck).
Die Zufahrt zum Vereinsgelände/Bahnbetriebswerk über die Scheermühlenstraße erfolgt von der Kreuzung der Lungwitztalstraße (am Ortseingang Reinholdshain).
Direkt unter diesem Bahnareal neben der Scheermühle befinden sich in diesem Teil des Scherberges (Bergsporn) die mysteriösen Scherberggänge. Wann und wozu sie angelegt wurden, konnte nie geklärt werden. Direkt an der Straße von Reinholdshain zum Bahnbetriebswerk war linkerhand am Berghang bis nach 1990 ein offenes Mundloch der Scherberggänge vorhanden.
Um 2000 in Form einer Stahltüre.
Heute (2023) existieren Mundloch und Tür nicht mehr. Der Eingang wurde komplett verfüllt.
Ein aus dem Erdreich ragendes dünnes Belüftungsrohr weist noch auf die Anlage hin.
Teile des Scherbergsystems sollen während der DDR-Zeit mit Beton verfüllt worden sein, da es ja direkt unter den Bahnanlagen liegt.
Auch eine Sage („Die Räuberhöhle am Schafteiche zu Glauchau“) existiert über die Ganganlage. Das Gangsystem wurde im frühen 20. Jahrhundert bereits erforscht und kartografiert. Es wurde größtenteils ins Rotliegende gegraben. Teile sind auch in Fels ausgemeißelt worden. Eine Theorie zur Entstehung der Scherberggänge nimmt an sie seien von einer Räuberbande als Unterschlupf angelegt/genutzt worden, daher auch der Name „Räuberhöhle“. Auch eine Burg soll sich angeblich hier auf dem Scherberg befunden haben. Der Volksmund berichtete, dass auf dem Scherberge „...von alters her ein Raubschloß gestanden habe, man wusste nur nicht wo...“ (Richard Fischer, S. 252). Davon berichtet auch eine zweite Sage („Die Sage vom Schloss auf der großen Wiese bei Schönbörnchen“), welche über zwei Burgen nahe Glauchau berichtet. Eine Burg hat es nach heutigem Wissensstand aber hier nicht gegeben. Eine dritte Sage berichtet von einem Jungen, der als Schweigegeld ein Goldstück erhielt, weil er in den Gängen eine hier tätige Falschmünzerbande entdeckt habe.
Laut der Glauchauer Chronik von Ernst Eckardt (S. 568; Hinweis: es ist entweder eine später überarbeitete Version der Chronik gemeint, oder das zitierte Jahr muss 1803 sein anstelle des angegebenen 1903 in der Quelle. Da der Autor vor 1900 verstarb !) erschien bereits 1903 (1803 gemeint?) im Glauchauer Tageblatt ein Artikel über die Räuberhöhle am Schafteich. Auf Vorschlag der Bergakademie Freiberg wurde der angehende Diplom-Markscheider Otto Apel von der Stadt Glauchau mit Vermessung der Ganganlagen und Höhler in Glauchau beauftragt. 1924 und erneut ab 1926 fanden die Untersuchungen durch Apel statt, wozu er 1926 den Bautzener Studienrat Oskar Kaubisch (1882–1959, Studienrat, Fotograf, Heimatforscher) zur Klärung kulturhistorischer Fragen heranzog. In der zweiten Jahreshälfte 1926 machte Apel die Scherberggänge wieder zugängig. Er selbst hielt diese Anlage für den erhaltenen (da unterirdischen) Teil einer mittelalterlichen Wehranlage/Burg (Zitat Apel: „Überrest des unterirdischen Teiles einer Befestigung“). Siegfried Börtitz veröffentlichte 1968 einen Artikel („Rätselhafte Höhlungen unter Glauchaus Häusern“) über Ganganlagen in Glauchau. Schon 1942 hatte der Gymnasiallehrer Professor Richard Fischer mit Beihilfe von R. Viehweger eine Dokumentation („Das unterirdische Glauchau“) erstellt, die erst 1973 von R. Viehweger in maschinenschriftliche Form überführt wurde. Fischers Artikel erwähnt die dramatische Rettungsaktion für einen im Scherbergsystem eingeschlossenen Jungen auf Seite 261. Die älteste belegte Wiederentdeckung der Scherberggänge erfolgte offenbar 1793. Dies berichten „Der Erzgebirgische Bote“ von 1809 und Ernst Eckardts Chronik von Glauchau (S. 603). August Schumann’s „Vollständiges Staats-, Post- und Zeitungslexikon von Sachsen“ von 1816 berichtete bereits: „...Am Schafteich entdeckte man im Jahre 1793 einen unterirdischen Gang, der mannshoch und fast ganz durch festes Gestein eines Berges gehauen ist, man ist ungewiss, wohin derselbe führt, noch wie lang er ist, vielleicht ist es lediglich ein alter Stolln. Man nennt ihn die Räuberhöhle...“. Als unter Otto Apel ab 1926 das Scherbergsystem vermessen wird, findet man September 1927 im „oberen Eingang“ (beim Mundloch?) unterhalb der Gangsohle unter zehn Zentimetern Geröll ein menschliches Skelett. Später meldet sich bei Apel ein älterer Bürger, der aussagt hier etwa 40 Jahre zuvor bei einer Höhlenexkursion den Leichnam eines stadtbekannten Trunkenboldes mit einer Flasche im Arm gefunden zu haben. Zunächst wird der Tote hier bestattet. Versuche seine Identität zu klären scheiterten schon um 1927 aber auch während der DDR-Zeit am Institut für Gerichtsmedizin der Universität Leipzig.
Otto Apel und Oskar Kaubisch hatten (teilweise zusammen) mehrere Artikel/Zeitungsartikel über „unterirdische (mittelalterliche) Wehranlagen“ in Sachsen veröffentlicht.
Die Scherberggänge sind aktuell (2023) unzugängig.

### Aussichtspunkte
Ein Aussichtspunkt mit Sitzbank befindet sich direkt vor der Umfassungsmauer des Friedhofes, am oberen Hangende des Steilufers des Muldentales.
Hier besteht ein schöner Blick nach Glauchau und in Richtung Weidensdorf, also in die Muldenaue. Getrübt nur durch die Autobahnbrücke.

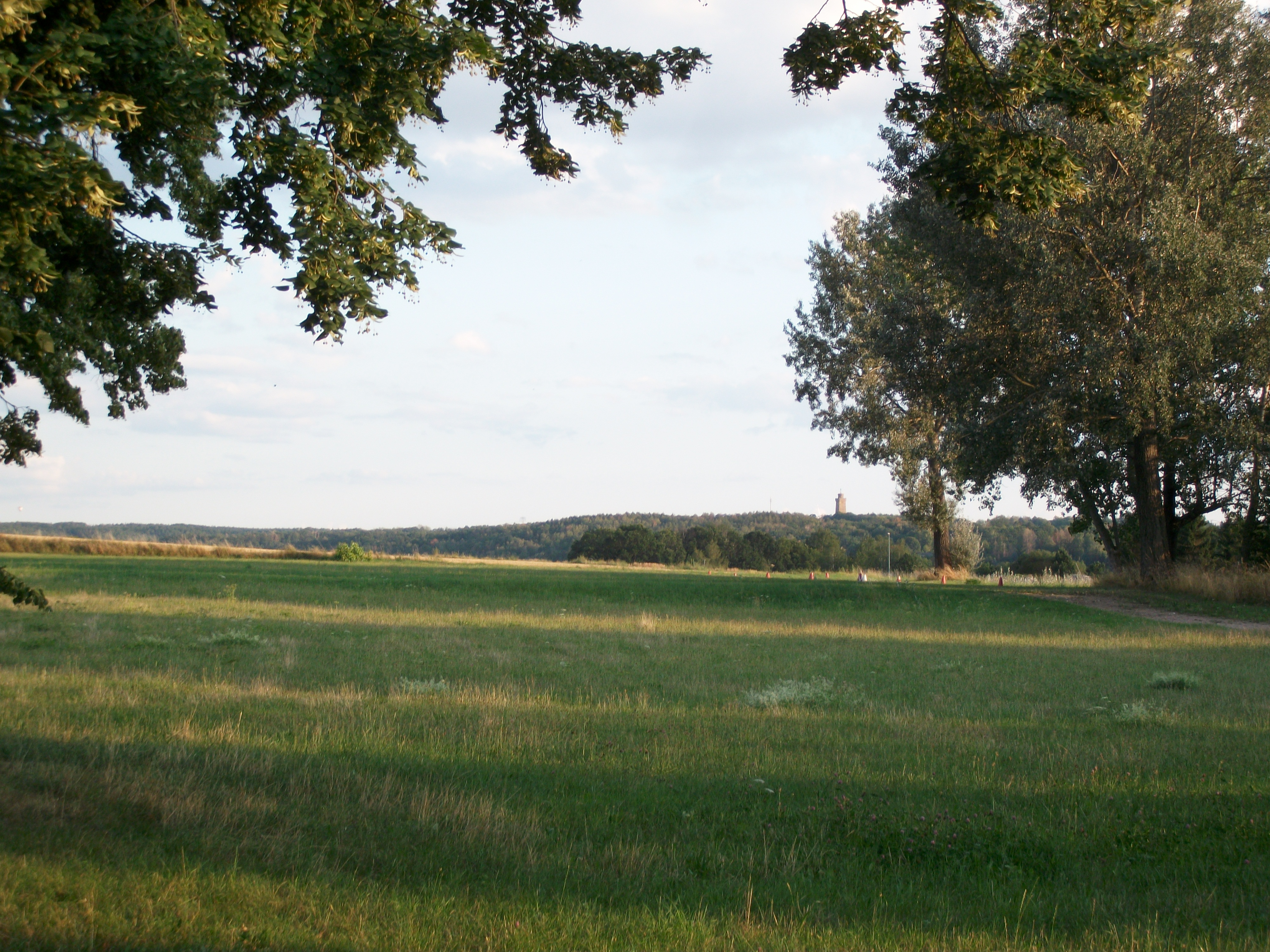
Blick von Reinholdshain zum Glauchauer Bismarckturm

Ein zweiter Aussichtspunkt befindet sich als Sitzbank am asphaltierten Feldweg von Reinholdshain in Richtung Reinholdshain-Ebersbacher-Wald. Die Bank steht hier nahe der höchsten Erhebung über dem oberen Ortsende zwischen zwei Feldern.
Von hier besteht ein Ausblick auf Glauchau mit dem Bismarckturm. Außerdem auch in Richtung Remse.

### Sonstiges
- Fernwanderweg Lutherweg in der Muldenaue von Reinholdshain nach Kleinbernsdorf und Remse. Unterhalb des Bahndammes verlaufend. Hier ein Feldweg.
- Mulderadweg im Tal der Zwickauer Mulde (Zwickau-Glauchau-Reinholdshain-Remse-Waldenburg-Wolkenburg-Penig-Rochsburg etc.), meist auf Nebenstraßen.
- bewanderbarer Feldweg im unteren Teil des Oberdorfes zum Niederlungwitzer Schießstand hin. Mit Ausblick zum Bismarckturm. Früher eine Straße gewesen.
- bewanderbarer Feldweg der nahe dem oberen Ortsende links nach Ebersbach führt (die Autobahn unterquerend) und dort nahe dem Löschwasserteich (früher Freibad Ebersbach) ankommt. Eine alte Straße.
- königlich-sächsischer Postmeilenstein im Audörfel an der Straße zum Gewerbegebiet bei der Straßenmeisterei
- Denkmal Planierwalze vor der Straßenmeisterei

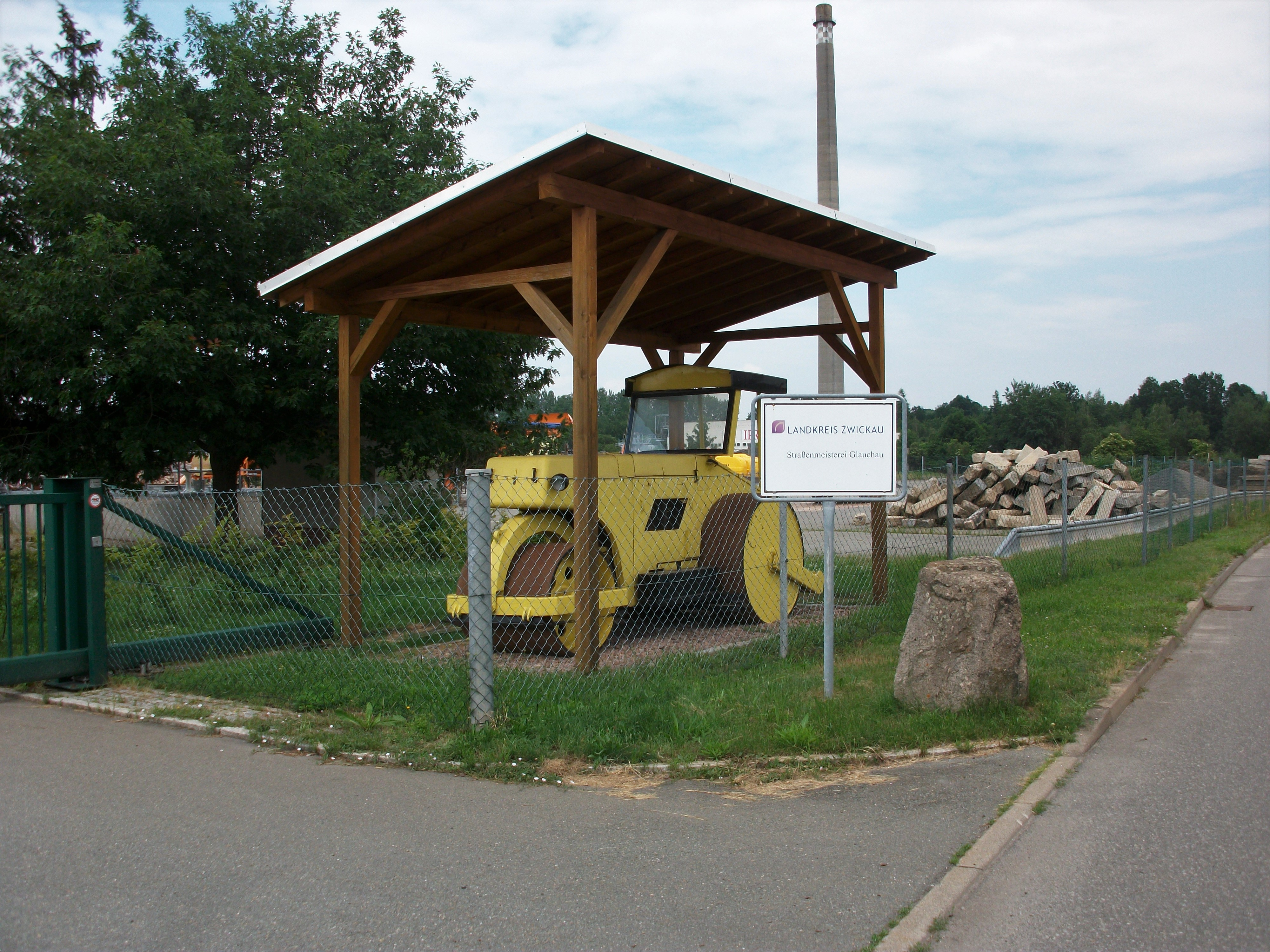
Historische Planierwalze vor der Straßenmeisterei im Audörfel
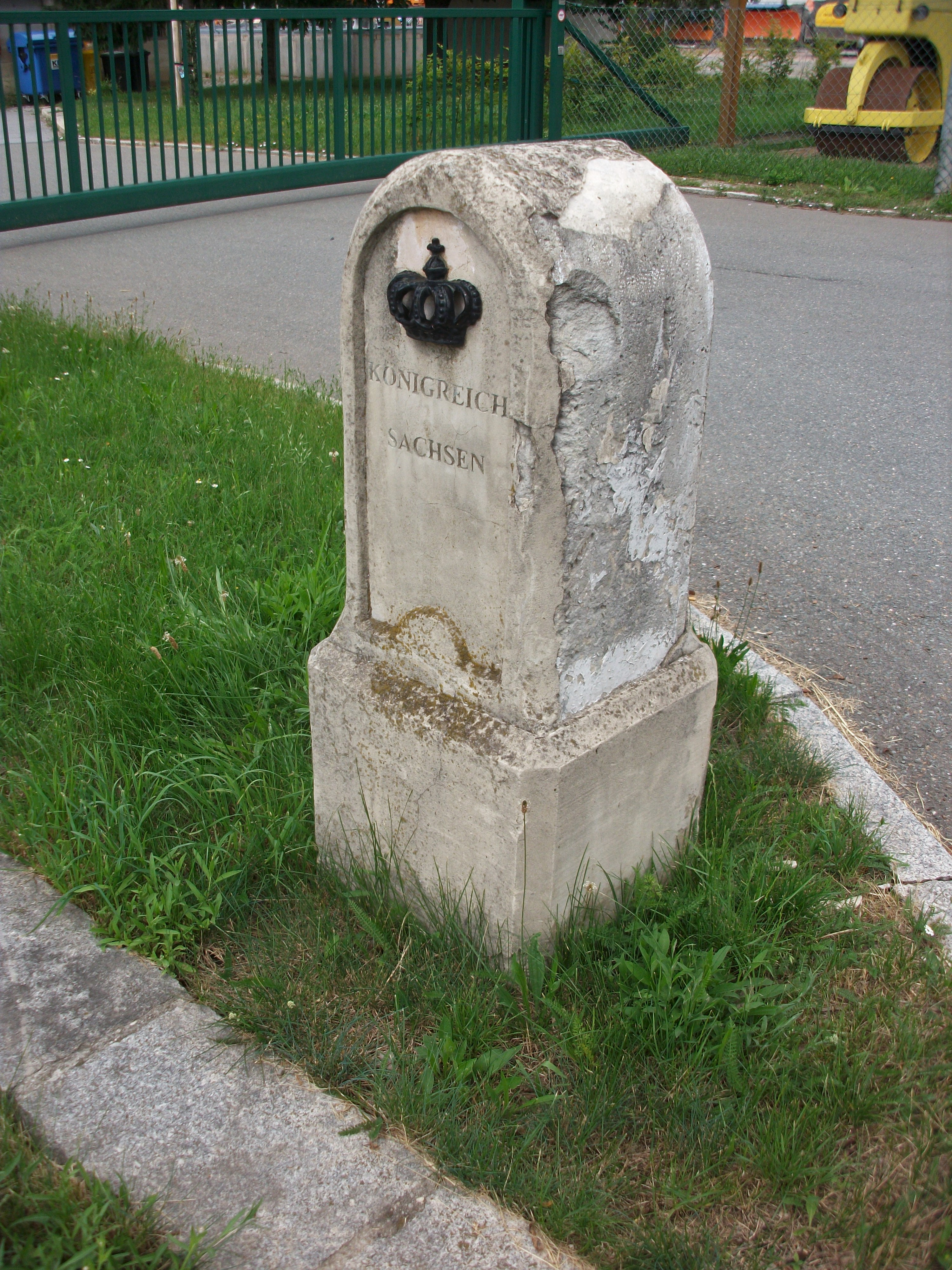
Postmeilenstein des Königreiches Sachsen (vor 2025 hier entfernt/versetzt)
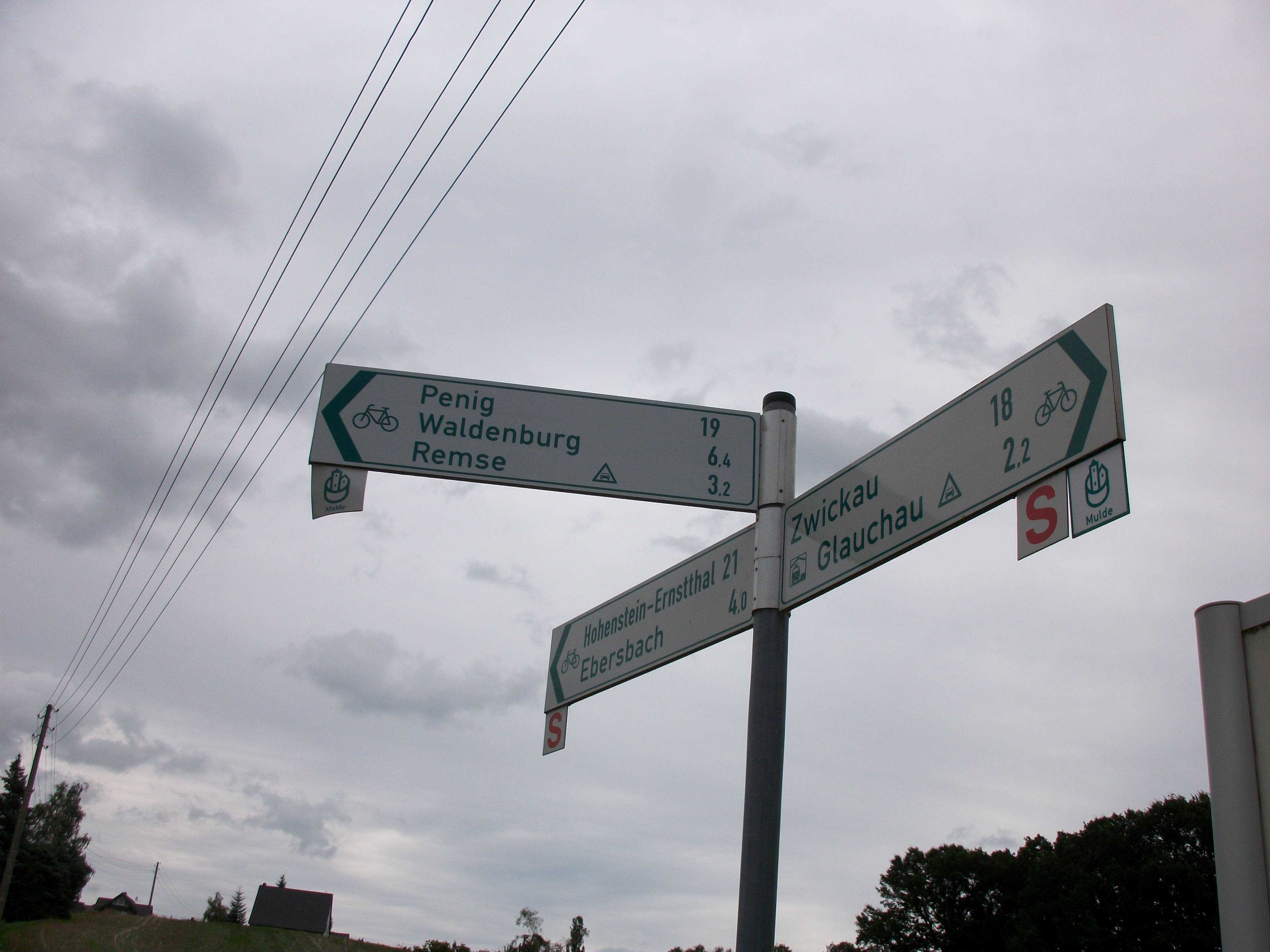
Wegweiser Mulderadweg am "Relsner Eck"/Bahnbrücke bei der Ringstraße
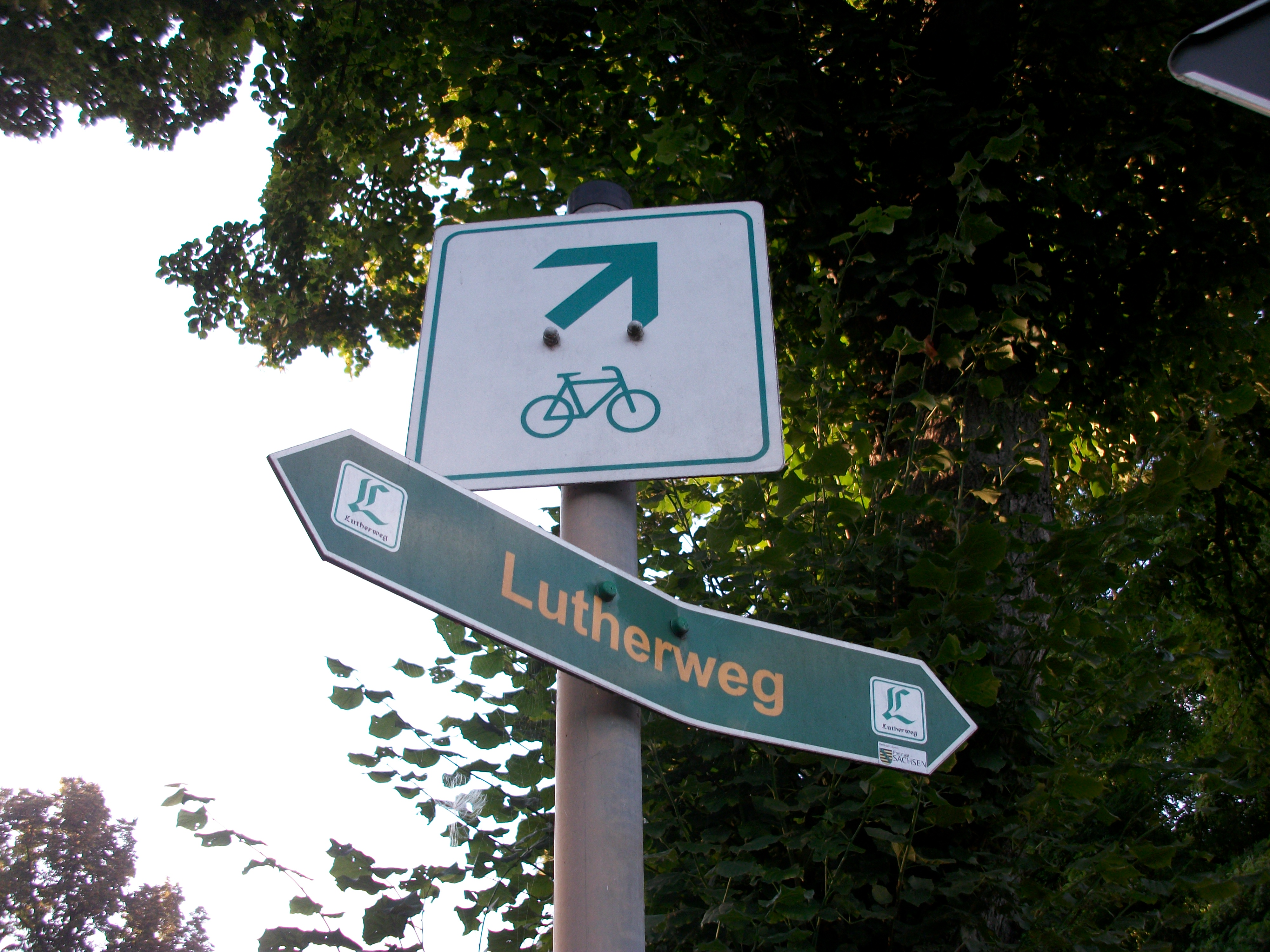
Wegweiser Lutherweg. Unterhalb des Bahndammes unter der Kirche.

## Veranstaltungen
Jährlich einmal veranstaltet die Freiwillige Feuerwehr von Reinholdshain das „Feuerwehrfest“ zu einem bekanntgegebenen Termin (etwa Anfang September). Es findet immer Freitag abends sowie am darauffolgenden Samstag nachmittags bis abends statt. Manchmal auch Sonntags.
Üblicherweise auf dem Gelände der ehemaligen Dorfschule und manchmal zusätzlich auf dem Fußballplatz beim Jugendclub in der Muldenaue unterhalb von Kirche und Bahndamm. Dazu werden große Bierzelte aufgestellt. Im Zelt auf dem Fußballplatz (soweit vorhanden) findet dann die Disko für die jüngeren Generationen statt.
Bis vor etwa 10 Jahren (Stand 2023) wurde dabei auch „Der große Preis von Reinholdshain“, ein Seifenkisten-Wettrennen, veranstaltet an den jeweiligen Samstagen oder Sonntagen. 1952 fand ein solches Rennen erstmals in Reinholdshain statt. Ab 1997 gab es diese Rennen erneut. Die Seifenkistenrennen wurden aber leider eingestellt.
Da zu diesen Veranstaltungen sehr viele Besucher kommen, wird der untere Teil der Ringstraße zeitweise gesperrt und angrenzende Wiesen (Am Relsner Eck bei der Eisenbahnbrücke) zu einem provisorischen Parkplatz umgenutzt.
Zu den vom Verein IG Traditionslokomotive 58 3047 e. V. bekannt gegebenen Terminen kann eine alte Dampflokomotive u. a. auch in Reinholdshain bei der ersten Bahnbrücke (Relsner Eck/Ringstraße) beim Stehen/Anfahren/Abbremsen aus nächster Nähe bestaunt und fotografiert werden.
Mitfahrten im Lokführerstand sind nur ab dem Bahnbetriebswerk Glauchau möglich. Die Lok pendelt dann mehrfach zwischen dem Bahnbetriebswerk und dem Prellbock vor der ersten Reinholdshainer Bahnbrücke hin und her. Ein Highlight für Dampflokfans.

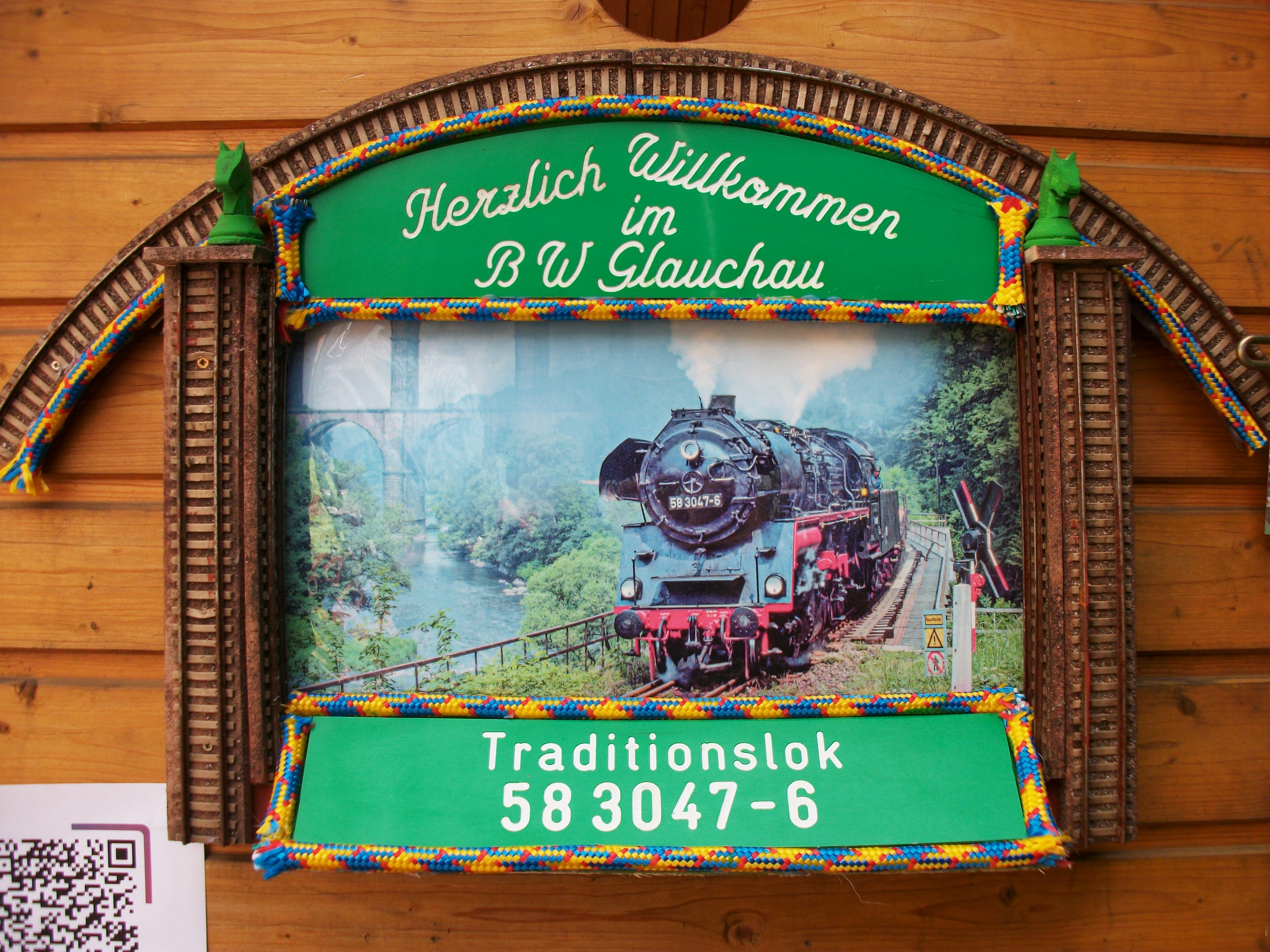
Tafel am Bahnbetriebswerk Glauchau (bei der Scheermühle)
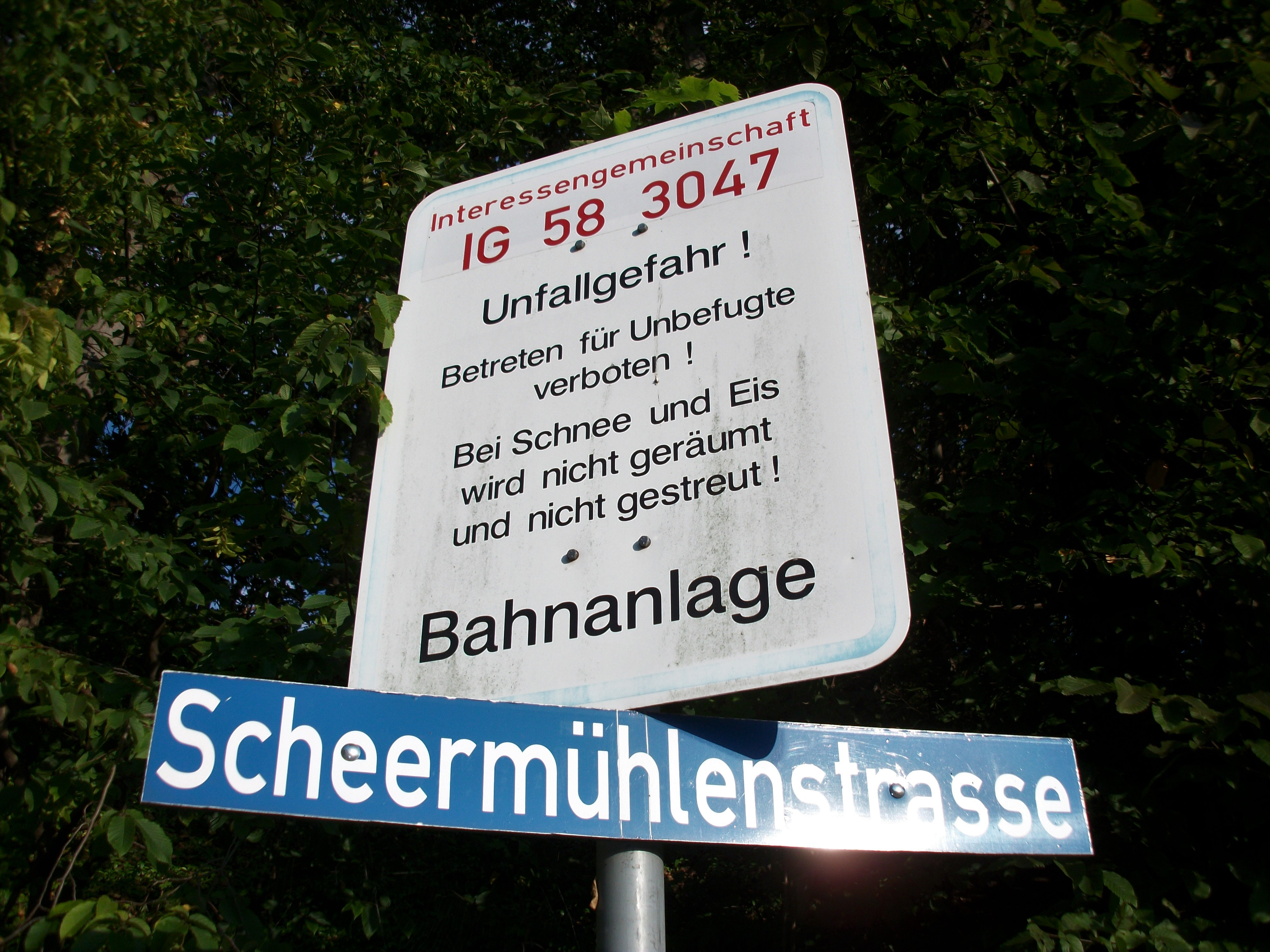
Zufahrtsweg
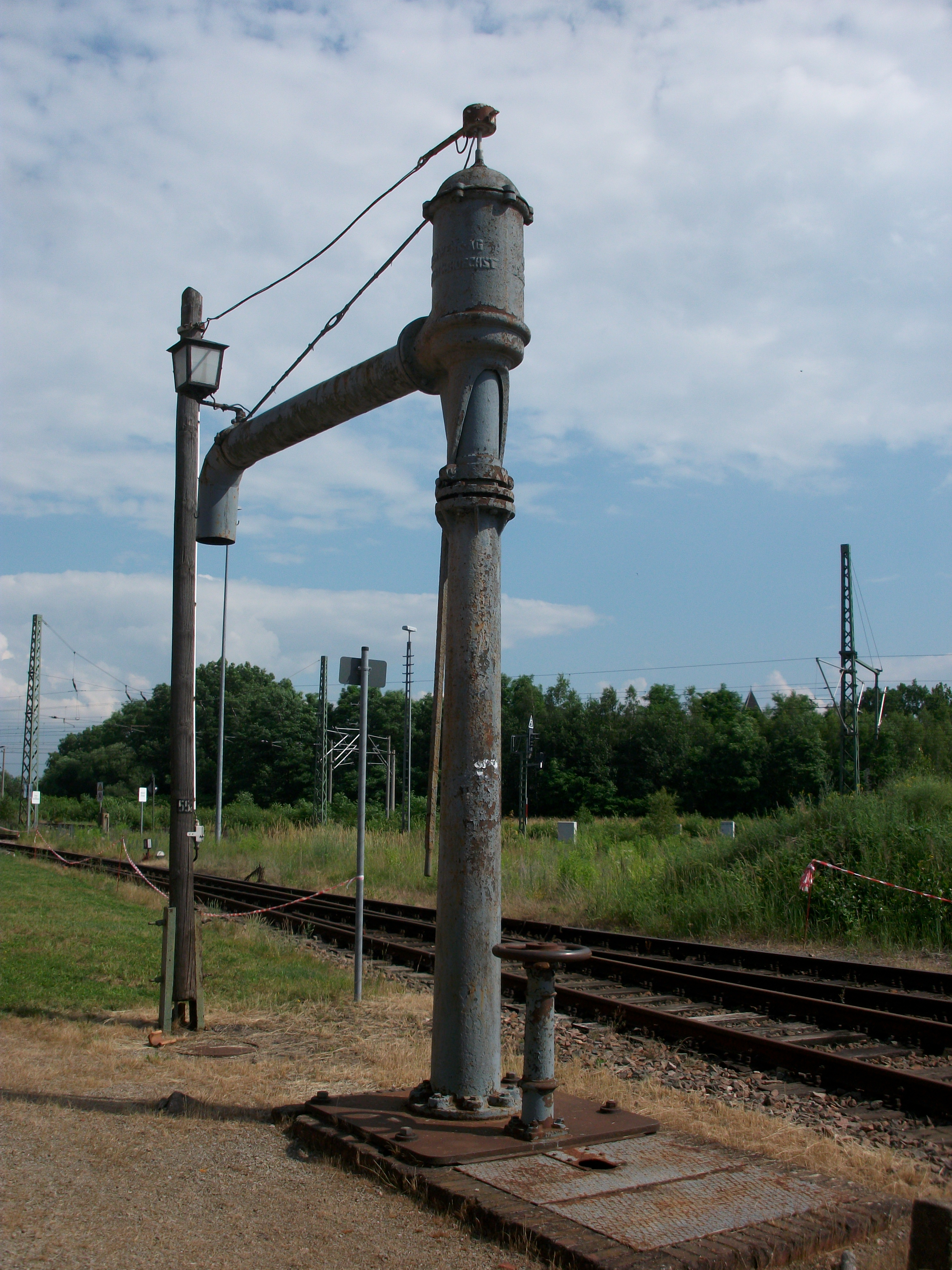
Wasserkran im Bahnbetriebswerk Glauchau

## Verwaltung und Politik

### Bürgermeister
- Oswald Seifert 1916–1946
- Max Tanner 1946–1950
- Karl Scheffler 1950–1952
- Herr Schmiedel 1953–1957
- Hans Meindl 1961–1978
- Heinz Thümmler 1978–1990
- Karsten Loos 1990–1992

Nachdem Karsten Loos als Bürgermeister in Waldenburg wirkte, übernahm Roland Walther 1992 das Amt des „Ortsvorstehers“ in Reinholdshain. 2004 wurde Walther in den Stadtrat von Glauchau gewählt und Hendrik Lohse übernahm das Amt als „Ortsvorsteher“.

### Einwohnerentwicklung
| Jahr | Einwohner | Jahr | Einwohner | Jahr | Einwohner | Jahr | Einwohner |
| ---- | --------- | ---- | --------- | ---- | --------- | ---- | --------- |
| 1834 | 445       | 1933 | 921       | 1971 | 852       | 2021 | 992       |
| 1871 | 588       | 1937 | 868       | 1989 | 883       |      |           |
| 1882 | 832       | 1939 | 885       | 1990 | 860       |      |           |
| 1890 | 906       | 1946 | 1133      | 1991 | 861       |      |           |
| 1905 | 1058      | 1950 | 1051      | 1993 | 990       |      |           |
| 1925 | 986       | 1964 | 885       | 2004 | 1150      |      |           |

## Freiwillige Feuerwehr Reinholdshain

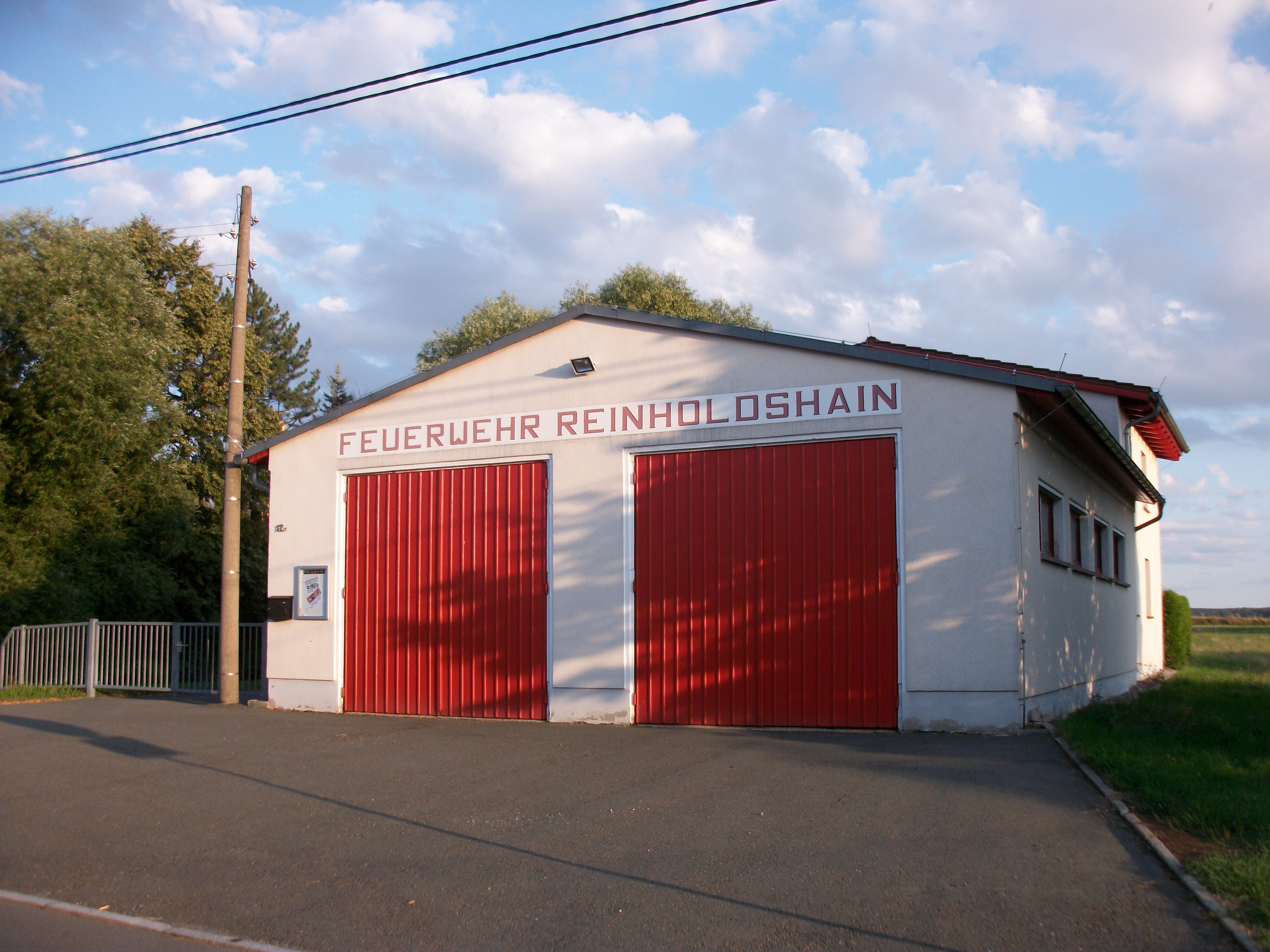
Neues Feuerwehrhaus (2019)

Die Freiwillige Feuerwehr Reinholdshain besteht aus ihrer Einsatzabteilung Reinholdshain, der Jugendfeuerwehr Reinholdshain und der Kommandostelle in Ebersbach.

## Reinholdshain-Ebersbacher Wald
Östlich von Reinholdshain und südwestlich von Ebersbach, sowie nordöstlich von Niederlungwitz befindet sich zwischen den genannten drei Dörfern ein größeres Waldgebiet. Es wird auf Karten als Reinholdshainer Forst (nordwestlicher Teil) und Ebersbacher Wald (südöstlicher Teil) bezeichnet. Aus Niederlungwitz führt eine landwirtschaftliche Plattenstraße Pappelstraße/Breiter Weg, aus Reinholdshain eine ebensolche asphaltierte Straße und aus Ebersbach eine asphaltierte landwirtschaftliche Straße in diesen Wald. Alle drei treffen sich an einer Kreuzung direkt an der Brücke über die Bundesautobahn 4 (asphaltierte landwirtschaftliche Straße Reinholdshain–Ebersbach). Hier befindet sich auch eine überdachte Sitzbank für Wanderer. Wenig südlich dieser Kreuzung ist als höchste Erhebung der sogenannte Kirchberg (352,1 m) in diesem Wald auf Karten eingezeichnet. Nördlich dieser Kreuzung befindet sich der nördliche Ausläufer dieses Waldes, der als Flurstück Schlepzig benannt ist, sich direkt südlich an der Autobahn A4 befindet, und in dem ein Bach entspringt der unter der Autobahn hindurch nach Norden nach Ebersbach fließt. Südlich der Kreuzung am Kirchberg befinden sich in mindestens 200 Metern Entfernung zwei große aufgelassene alte Steinbrüche mitten im Teil Ebersbacher Wald. In einem Steinbruch erinnert eine Infotafel an einer Steilwand an eine Rede August Bebels im Jahr 1890 (siehe Kapitel Geschichte). In diesem Teil des Waldes entspringt der Rottelsbach, der den südlichen Teil des Ebersbacher Waldes nach Westen durchfließt um schließlich in Niederlungwitz in den Lungwitzbach zu münden. Am Rottelsbach befindet sich im Ebersbacher Wald ein kleiner Stauweiher, der 2019 aber trockengelegt war. 2021 war der Weiher wieder mit Wasser gefüllt. Es ist der einzige Teich im Reinholdshain-Ebersbacher Wald.
Ein kleinerer vierter Weg (Feldweg) erreicht den Reinholdshainer Forst an dessen Westseite von der Niederlungwitzer Schießsportanlage („Zum Wiesengrund“ in Niederlungwitz) und trifft auf den von Reinholdshain kommenden Weg am westlichen Waldrand des Reinholdshainer Forstes.
Kurz nach der Einmündung der aus Niederlungwitz kommenden Plattenstraße befindet sich im Ebersbacher Wald rechts/südöstlich dieser Straße eine noch in Nutzung befindliche Jagdhütte. An der Einmündung der Plattenstraße in den Wald ist ein beliebter Aussichtspunkt, da man von hier auf Niederlungwitz und Teile von Glauchau sehen kann. Man hat einen direkten Blick zum Glauchauer Bismarckturm auf der Bismarckhöhe (317,3 m) über Glauchau und Niederlungwitz.
An der westlichen und östlichen Seite des Ebersbacher Waldes führen zwei Feldwege/Wanderwege nach Lobsdorf bzw. direkt an die Straße Niederlungwitz-Lobsdorf.
Der Reinholdshain-Ebersbacher Wald ist ein beliebtes Erholungsgebiet für Wanderer und Radfahrer, da er die genannten Ausblicke ermöglicht und alle Waldwege/Straßen hier für den regulären Straßenverkehr gesperrt sind.

## Persönlichkeiten

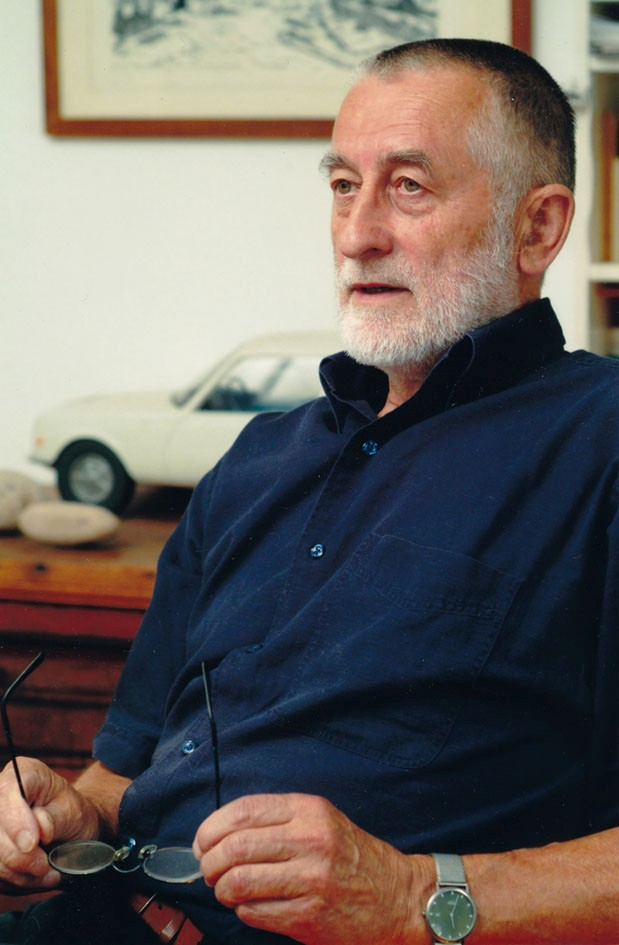
Karl Clauss Dietel

- Karl Clauss Dietel (1934–2022), Professor für Design in Chemnitz, Formgestalter
- Wolfgang Haase (1936–2018), Physikochemiker, Professor an der TU Darmstadt